# Heráldica portuguesa

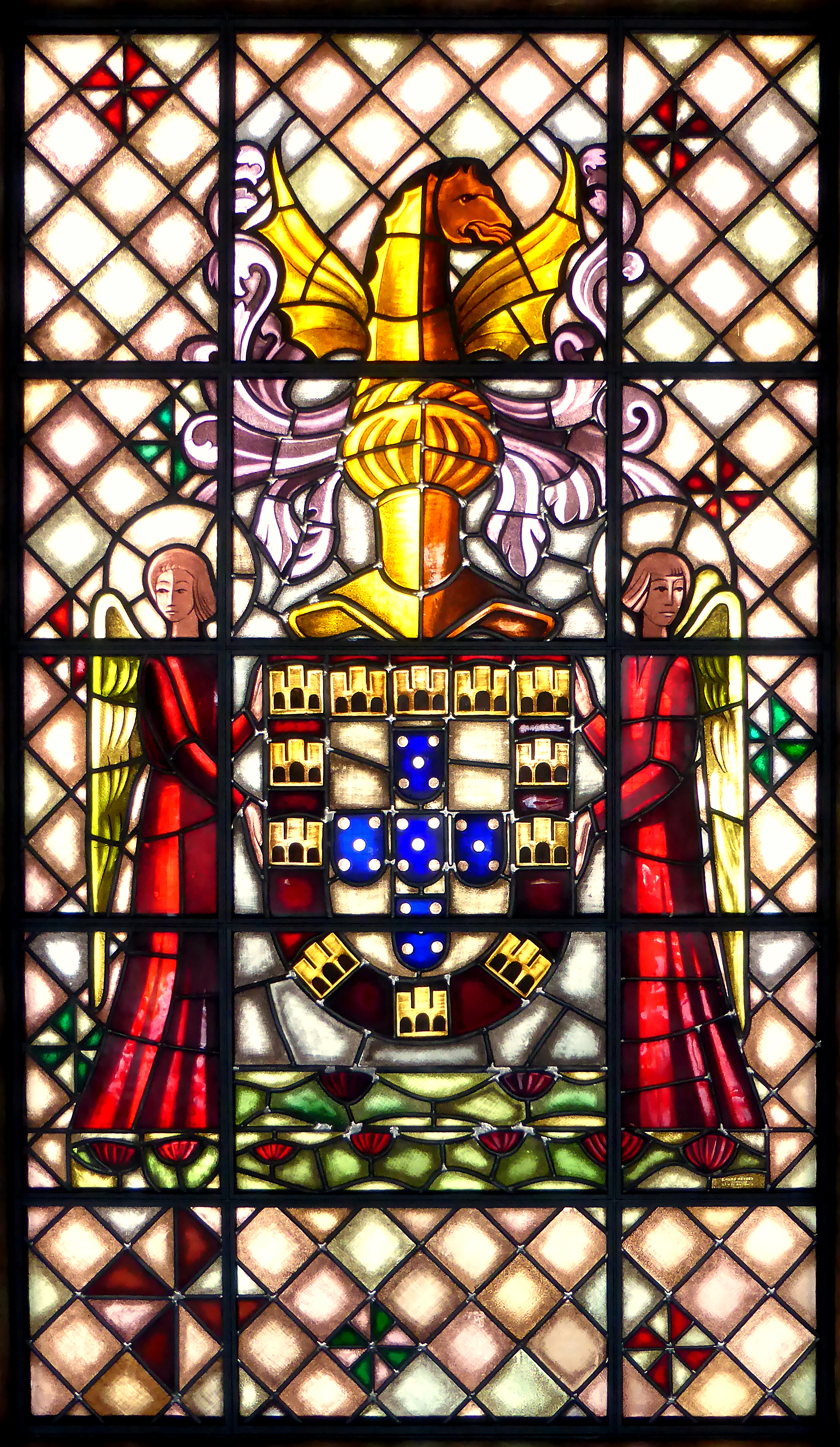
Reinterpretação heráldica modernista das antigas armas de Portugal. Vitral de António Lino na Reitoria da Universidade de Lisboa

A heráldica portuguesa engloba as tradições históricas e modernas da heráldica em Portugal, bem como nos territórios que historicamente fizeram parte do Ultramar Português ou que de outro modo tiveram influência heráldica portuguesa. 
A heráldica tem sido praticada em Portugal pelo menos desde o final século XII, originando-se na sua tradição latina e mais especificamente no ramo ibérico daquela. Contudo, divergiu parcialmente desta tradição a partir do século XIV, altura em que sofreu uma forte influência da armaria inglesa. Assim, se bem que mantendo algumas características específicas da tradição ibérica, como a tolerância ao uso de motes no interior do próprio escudo, adotou outras marcadamente fora daquela, como o uso generalizado de timbres. A heráldica portuguesa atingiu o seu apogeu no início do século XVI, altura em que o rei D. Manuel I estabeleceu a legislação que a passou a regular e em que a mesma ganhou a sua própria individualidade e tradição.
Em Portugal, a heráldica entrou num período considerado de acentuada decadência a partir do século XVII. A decadência materializou-se sobretudo pelo desrespeito de muitas  regras da heráldica, nomeadamente naquelas relacionadas com a estilização, a diferenciação e a titularidade das armas. Não impediu contudo que a heráldica continuasse a ser vista como um símbolo de prestígio, a ser amplamente praticada e a ter representações de elevada qualidade artística. Depois de uma ténue tentativa de reviver a heráldica a partir da segunda metade do século XIX, a mesma sofre um forte renascimento a partir do início do século XX. Este renascimento é agora induzido não pela tradicional heráldica de família, mas pelo desenvolvimento da heráldica cívica e corporativa.
A partir do reinado de D. João I, é criada uma corporação de oficiais de armas da Coroa encarregues de regular a armaria. Estes oficiais compreendem reis de armas, arautos e passavantes, sendo-lhes atribuída a exclusividade dessa regulação a partir do reinado de D. Afonso V. O funcionamento e as atribuições da corporação de oficiais de armas fica totalmente regulamentado pela legislação heráldica de D. Manuel I. É também estabelecido o Cartório da Nobreza, chefiado pelo escrivão da nobreza, com a função de registar os símbolos heráldicos concedidos. Durante o período de decadência em que são nomeados oficiais de armas com funções meramente cerimoniais e sem conhecimentos de heráldica, o Cartório da Nobreza assume a função efetiva de autoridade heráldica, até ao fim da Monarquia em 1910.
Historicamente, a heráldica portuguesa abrangeu armas de indivíduos (usualmente membros da família real, da nobreza ou do clero), de ordens religiosas e de municípios. Modernamente, àquelas acrescentaram-se as armas de unidades administrativas supra e inframunicipais, de corpos militares e militarizados, de corporações profissionais, culturais e assistenciais, bem como de uma série de outras instituições. 

## Características gerais

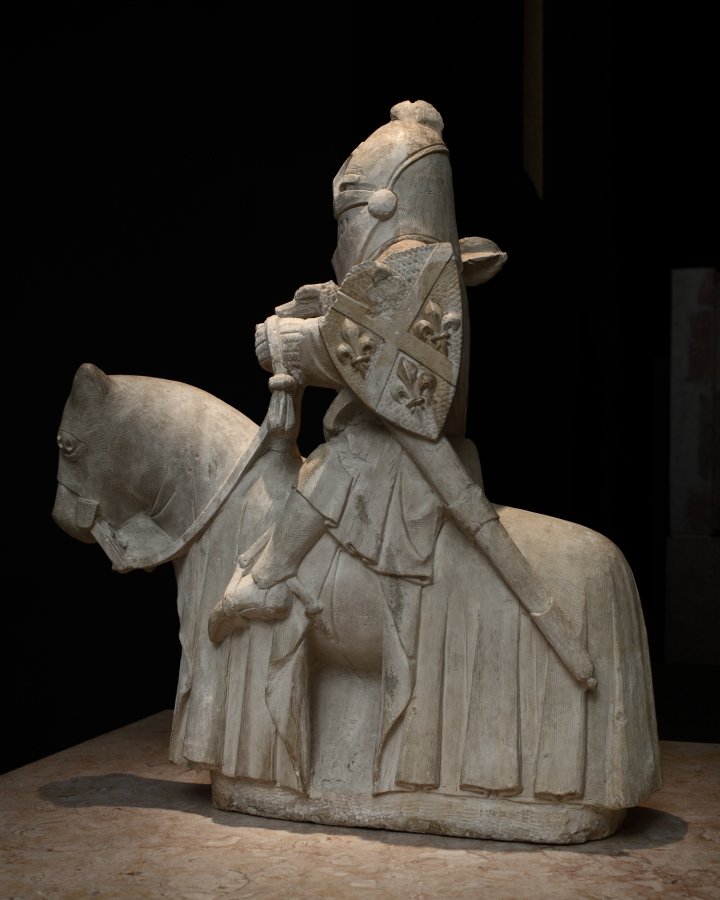
O cavaleiro Domingos Joanes, equipado a cavalo e carregando o seu escudo de armas. Escultura de mestre Pero na Capela dos Ferreiros, Oliveira do Hospital, século XIV.

A heráldica portuguesa nasceu no seio da heráldica praticada nos vários reinos medievais da Península Ibérica, a qual por sua vez se desenvolveu como um ramo da tradição heráldica latina. Muitos dos aspetos particulares da heráldica ibérica foram mantidos até aos dias de hoje. No final do século XIV, a armaria em Portugal começou a ser melhor regulada, sob uma forte influência da heráldica inglesa e absorvendo também muitas das suas características. A heráldica portuguesa evoluiu então por si própria e no início do século XVI tinha já a sua personalidade particular e uma identidade bem vincada. O seu apogeu dá-se por essa altura, marcado pela publicação de um pacote legislativo por D. Manuel I, que estabeleceu uma regulamentação heráldica estrita, incluindo a definição do estatuto dos oficiais de armas.
Entre os aspetos típicos da tradição ibérica que se mantiveram na heráldica portuguesa encontram-se o uso frequente da bordadura, a permissão de motes e legendas no campo do escudo e a utilização frequente de algumas figuras típicas como a caldeira - símbolo falante de um rico-homem, dito "senhor de pendão e caldeira" - e o castelo - representando o local de ocorrência de um memorável feito militar. Outros aspetos afastam-na contudo daquela, aproximando-a da tradição inglesa, como é o caso do uso generalizado de timbres, raros na restante armaria latina em geral e na ibérica em particular.
A expansão ultramarina marcou profundamente a heráldica portuguesa, com muitos brasões de armas a incluírem figuras e peças com ela relacionadas. Entre estas encontram-se padrões e navios, armas e bandeiras, cabeças de mouros e de africanos, plantas e animais exóticos, bem com outros motivos.
Nos brasões de armas portugueses que incluem um coronel, este é colocado sobre o elmo e não por baixo do mesmo. É frequente também a representação de um brasão de armas sem o respetivo elmo, com o coronel ou o virol e respetivo timbre a assentarem diretamente sobre o escudo. Na heráldica portuguesa é rara a concessão de armas incorporando tenentes ou suportes, mas é comum a inclusão destes elementos em representações artísticas daquelas.

### Esmaltes
Os esmaltes usados na heráldica portuguesa limitam-se aos dois metais (ouro e prata), às cinco cores tradicionais (vermelho, azul, púrpura, negro e verde) e aos dois forros (arminho e veiros). Para além dos esmaltes clássicos, ocasionalmente são também usados a carnação (coloração de pele humana clara) e a expressão "de sua própria cor" (que indica a coloração natural de seres animais ou vegetais).
Outros esmaltes usados em heráldicas estrangeiras, como o alaranjado ou o sanguinho não são usados na armaria portuguesa. Contudo, algumas armas concedidas em Portugal no século XIX - em pleno período de decadência heráldica - foram ordenadas com esmaltes não convencionais tais como o azul-celeste e o carmesim.
O amarelo e o branco não são considerados esmaltes distintos do ouro e da prata, respetivamente. Contudo, o que seria indicado nos ordenamento de brasões como "ouro" ou "prata", é expressamente indicado como "amarelo" e "branco" em muitos ordenamentos de bandeiras. Isto acontece porque os metais não se incluem normalmente entre os materiais de que são compostas as bandeiras, sendo estas feitas geralmente de tecido.
Nas armarias de diversos outros países, os esmaltes das armas são brasonados através do uso de um jargão especializado que consiste em termos arcaicos essencialmente de origem normanda. A heráldica portuguesa contudo raramente utiliza este jargão, dando tradicionalmente preferência ao uso de termos vernáculos da língua portuguesa. Assim, enquanto que o jargão utiliza termos como "sinople" e "goles", na heráldica portuguesa os mesmos esmaltes são referidos simplesmente como "verde" e "vermelho". O jargão é contudo ocasionalmente usado, sobretudo por heraldistas amadores com pouca erudição no tema, influenciados por obras heráldicas de origem anglo-saxónica onde o mesmo é usado.
Seguem abaixo os esmaltes usados na heráldica portuguesa, com as respetivas designações em jargão heráldico e em vernáculo português. Os metais e cores são representados na sua coloração original e no sistema de hachura (representação a preto e branco).
| Esmaltes  |      |        |               |          |                 |         |       |         |        |
| Jargão    | Or   | Argent | Azure ou blau | Gules    | Vert ou sinople | Purpure | Sable | Ermine  | Vair   |
| Vernáculo | Ouro | Prata  | Azul          | Vermelho | Verde           | Púrpura | Negro | Arminho | Veiros |

### Peças e figuras
Algumas peças e figuras são típicas da heráldica portuguesa, na qual adquirem ocasionalmente designações particulares. A maioria delas estão relacionadas com as armas de Portugal ou com outros emblemas heráldicos nacionais, sendo frequentemente usadas como acrescentamentos de honra.

As cinco quinas de Portugal

Uma das principais figuras é a quina. O termo "quina" designa cada um dos escudetes das armas de Portugal, que heraldicamente seria descrito como escudete de azul, com cinco besantes de prata dispostos em sautor. O escudo das armas de Portugal contém como elemento central, em campo de prata, cinco quinas dispostas em cruz. O termo refere-se à designação popular da face "cinco" de um dado de jogar e começou a ser aplicado aos escudetes quando o número de besantes dos mesmos foi fixado em cinco dispostos em sautor, durante o século XIV. Antes dessa altura, não existia um número fixo de besantes, sendo os escudetes representados como de azul, com um semeado de besantes. Por sinédoque, próprias armas de Portugal no seu todo passaram a ser conhecidas por "Cinco Quinas" ou simplesmente "Quinas". O termo acabou também por ser aplicado de forma alargada a outros elementos que simbolizam o país e que usam as quinas como emblema, como a bandeira nacional ("Bandeira das Quinas") ou cada uma das seleções nacionais desportivas ("Seleção das Quinas"). As quinas aparecem representadas em muitos brasões portugueses, quer individualmente quer agrupadas em número variável, incluindo em grupos de cinco dispostas em cruz como nas armas de Portugal. Ocasionalmente aparece também representada as versão arcaica das quinas, consistindo em escudetes de azul, cada qual com um semeado de besantes. As cinco quinas dispostas em cruz são também usadas como emblema por si próprio, sendo neste caso representadas sem estar inseridas em qualquer escudo. 
A versão do escudo de Portugal sem a bordadura de castelos - hierarquicamente descrito como escudo de prata, com cinco quinas em cruz - é conhecida na armaria como "escudo de Portugal antigo". Esta designação é contudo enganadora, uma vez que o escudo de Portugal antigo não é na realidade a versão antiga do escudo de Portugal. A genuína versão antiga do escudo - que precedeu a introdução da bordadura de castelos e que igualmente é ocasionalmente referida como "Portugal antigo" - era semelhante, mas os escudetes tinham um semeado de besantes e não apenas cinco, bem como os escudetes da direita e da esquerda eram deitados e apontados ao centro e não direitos. Depois da introdução da bordadura nas armas de Portugal no reinado de Afonso III (1238-1253) e até ao final do século XV, o Portugal antigo foi usado como sinal de bastardia real, sendo incorporado nas armas dos filhos ilegítimos dos monarcas portugueses. A partir do final do século XV, o Portugal antigo passou a ser usado como acrescentamento de honra concedido pelo Monarca. Em certas ocasiões, foi também usado frequente como representação simplificada do escudo de Portugal.

Esfera armilar representada nas armas antigas do Rio de Janeiro.

A esfera armilar é outras das figuras que aparece frequentemente na heráldica portuguesa, sendo normalmente representada de ouro. Esta figura foi concedida pelo rei D. João II ao seu sobrinho D. Manuel, como sua empresa pessoal, quando este foi feito duque de Beja em 1484. Para além da esfera como corpo da empresa, esta incluía como alma ou mote, a misteriosa palavra Spera. Esta palavra, pela semelhanças entre o p e o dígrafo ph, com valor de f, tendia a ser lida como Sfera, criando um jogo de palavras entre a esfera (como representação do mundo) e a espera de D. Manuel para alcançar o trono de Portugal ao qual nunca havia pensado chegar. Quando se tornou Rei de Portugal, continuou a usar a esfera armilar com empresa. O reinado de D. Manuel I (1495-1521) coincidiu com o pico da expansão ultramarina e poderio português, com a esfera armilar a ser abundantemente representada - sozinha ou acompanhando as armas de Portugal - em edifícios públicos, documentos, obras de arte, bandeiras e outros suportes. Neste reinado, adquire uma simbologia messiânica imperial, reforçada com a ocasional representação da sua elíptica contendo as inscrições "MROE" ou "MORE", siglas de Manuel Rex Orbis Est / Manuel Orbis Rex Est (Manuel é Rei do Mundo). A esfera armilar tornou-se tão importante durante este período que deixou de ser considerada uma mera empresa pessoal do Rei e transformou-se num emblema nacional de Portugal em geral e do seu império ultramarino em particular, continuando a ser usada como tal, mesmo depois da morte de D. Manuel I. Acabaria por ser incorporada como elemento das próprias armas nacionais, primeiro no período de 1817-1826 e mais tarde a partir de 1910 até aos dias de hoje.

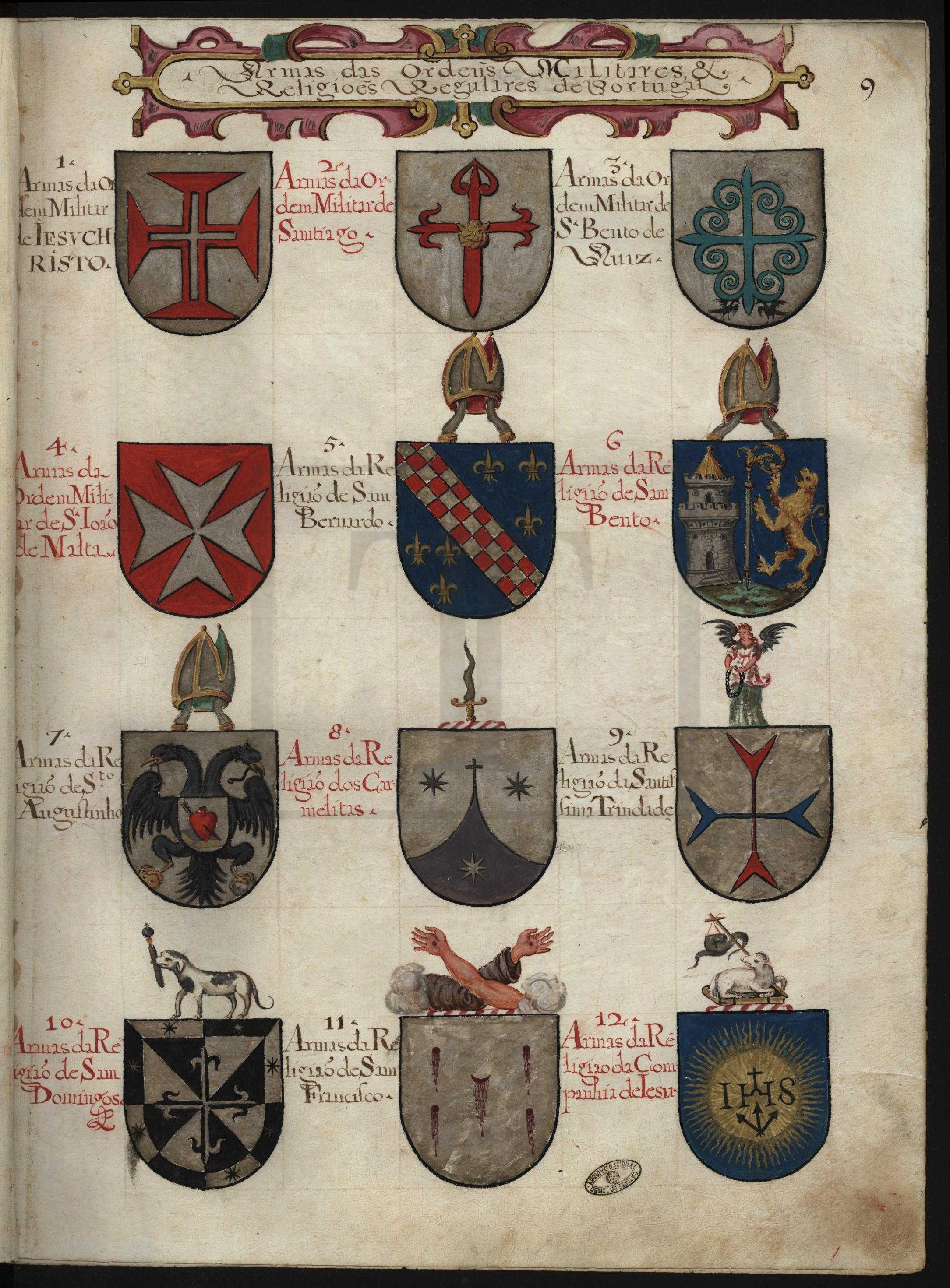
Cruzes das várias das ordens militares portuguesas, no Thesouro da Nobreza

A cruz da Ordem de Cristo - geralmente conhecida pela sua designação abreviada de "cruz de Cristo" - foi originalmente o emblema da Ordem Militar de Cristo, sucessora da Ordem do Templo em Portugal. Inicialmente, consistia numa cruz pátea de vermelho (derivada da cruz templária), carregada com uma cruzeta de prata. Posteriormente, o desenho da cruz adquiriu o formato peculiar que tem atualmente, com os quatro braços retos e rematados por trapézios. Um dos principais impulsionadores da expansão ultramarina portuguesa foi o infante D. Henrique, o qual era governador da Ordem de Cristo. Esta Ordem patrocinou assim muitas das expedições marítimas que levavam a cruz de Cristo como emblema, inclusive sendo pintada nas velas dos navios e sendo incorporada em padrões colocados nos locais recentemente descobertos. O seu uso intensivo na expansão portuguesa acabou torná-la num emblema da mesma. Em 1484, D. Manuel, duque de Beja foi feito governador da ordem por D. João II, passando a usar a cruz de Cristo como um dos seus emblemas pessoais. O governo da Ordem de Cristo passou para a Coroa quando D. Manuel subiu ao trono, continuando este a usar a cruz de Cristo como emblema. A mesma passou a ser considerada um emblema real e posteriormente um emblema nacional, sendo frequentemente representada a acompanhar as armas de Portugal e a esfera armilar.
Para além da cruz de Cristo, também aparecem frequente representadas na heráldica portuguesa, as cruzes das ordens de Avis, de Sant'Iago da Espada, do Hospital e do Templo. A cruz de Avis teve uma grande importância durante o reinado da Dinastia de Avis. D. João I, fundador da dinastia, era mestre da Ordem de Avis antes de subir ao trono em 1385. Ao tornar-se Rei, acrescentou a cruz de Avis às armas de Portugal, a qual era aí normalmente representada com as pontas em forma de flor de lis aparecendo sobre a bordadura de vermelho do escudo, entre os castelos de ouro. A cruz foi contudo removida das armas em 1485, durante o reinado de D. João II, por a sua inclusão ser considerada heraldicamente incorreta. As cruz de Avis, bem como das de Sant'Iago, do Hospital e do Templo passaram a aparecer em brasões quando se pretendia representar a pertença à respetiva ordem. Nomeadamente, as armas dos municípios que no passado foram domínios de uma daquelas ordens, contém frequentemente a cruz respetiva.
O castelo é uma das figuras mais representadas na heráldica portuguesa, sendo um dos aspetos onde influência da tradição ibérica ainda se faz sentir. É utilizado frequentemente para representar determinadas povoações ou ações militares, especialmente no que diz respeito a assédios ou defesa de fortificações. Um castelo representado num brasão pode também referir-se especificamente aos castelos das armas de Portugal. Quando do reinado de D. Afonso III (1248-1279), às armas de Portugal foi acrescentada um bordadura de vermelho, semeada de castelos de ouro (mais tarde, fixados em sete). Foi neste reinado que ocorreu a reconquista final do Algarve aos mouros e a assunção do título complementar de "Rei do Algarve" pelo Rei de Portugal, acontecimento este que coincidiu portanto com a introdução da bordadura de castelos. Esta coincidência temporal levou ao relacionamento entre as duas ocorrências, sendo a bordadura de castelos popularmente assumida como representando as armas do Reino do Algarve. Pensa-se hoje que isso seria um mito e que - na realidade - a bordadura de castelos teria origem nas armas dinásticas da rainha D. Urraca de Castela, mãe de D. Afonso III e incorporada nas armas deste quando ainda infante, para as diferenciar das armas de Portugal cujo legítimo usuário seria o rei D. Sancho II seu irmão. Talvez por deferência para com o irmão, D. Afonso III teria mantido a bordadura mesmo após assumir o trono, nunca revertendo para as armas originais de Portugal. Os castelos das armas de Portugal foram mais tarde usados como acrescentamento de honra.

### Acrescentamentos de honra

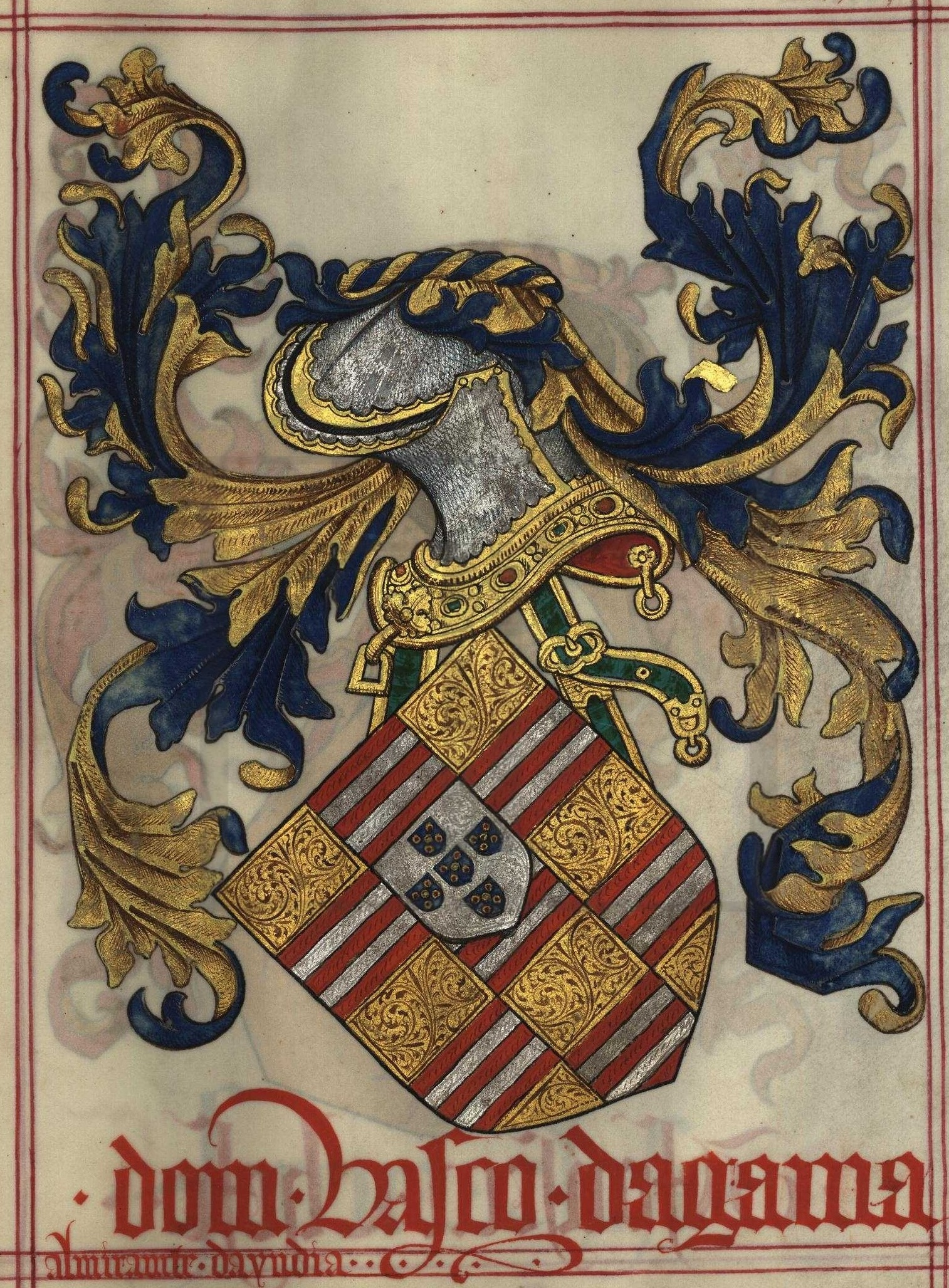
Armas de Vasco da Gama, tendo um escudete de Portugal antigo como acrescentamento de honra.

O acrescentamento de honra a um brasão de armas consistia uma recompensa ou ato de reconhecimento concedido pelos monarcas portugueses ao detentor do mesmo. Poderia ser feito no campo do escudo ou num dos elementos exteriores, especialmente no timbre.
Um dos acrescentamentos mais honrosos era a inclusão de elementos das armas de Portugal, especialmente de quinas (escudetes de azul, com cinco besantes de prata em sautor). As quinas poderiam ser acrescentadas sob a forma de escudetes de Portugal antigo (de prata, com cinco quinas em cruz), de bordaduras de prata carregadas de quinas ou em outras disposições. Também foram concedidos acrescentamentos de castelos da bordadura do escudo de Portugal, de empresas pessoais dos Monarcas (especialmente a esfera armilar de D. Manuel I) e mesmo de elementos das armas de reinos estrangeiros em cujas casas reais os monarcas portugueses tinham antepassados. 
No período de decadência da heráldica, foram efetuados acrescentamentos de honra que consistiram em quartelar ou empalar as armas de Portugal sem qualquer diferença, com as armas do detentor do brasão. Este tipo de acrescentamento era uma clara infração à legislação heráldica que reservava o uso das armas plenas de Portugal ao Monarca.
O acrescentamento com elementos das armas de Portugal continuou a ser previsto modernamente, nomeadamente no âmbito da heráldica militar.
Contudo, muitos dos acrescentamentos de honra concedidos consistiam na introdução de elementos (peças, figuras, legendas ou outros) relacionados com os feitos e méritos que originaram a recompensa.

### Diferenças e quebras

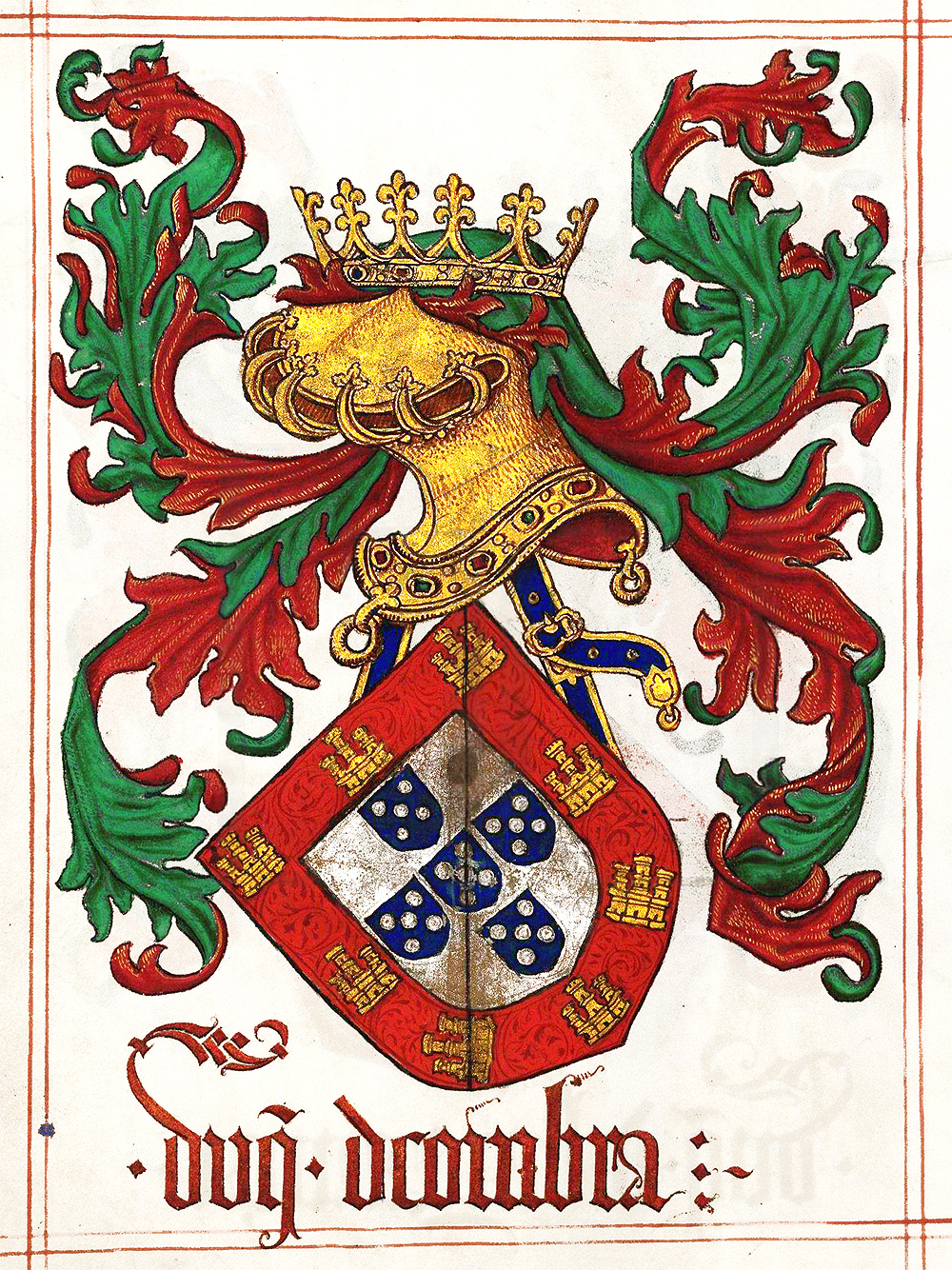
Armas de Portugal com quebra de bastardia, atribuídas a D. Jorge de Lencastre, duque de Coimbra, filho ilegítimo do Rei D. João II

O atual sistema português de diferenças e quebras heráldicas resulta da legislação de D. Manuel I. Esta legislação estabelece que o chefe de uma linhagem, real ou não, é a única pessoa que pode trazer direitas as armas da família, sem qualquer diferença. Mais nenhuma pessoa as pode trazer, nem sequer o herdeiro presuntivo da linhagem. Os restantes membros da linhagem - e apenas no caso em que tenham direito ao uso de brasão armas - têm que colocar no mesmo uma diferença ou, no caso de descendentes ilegítimos, uma quebra.
O sistema de diferenças da família real é semelhante ao que vigora em outros países europeus e baseia-se na colocação de um lambel brocante sobre o escudo de Portugal, cujo modelo identifica o filho do monarca e o seu lugar na ordem de sucessão ao trono. O herdeiro presuntivo usa o lambel simples, mas o restantes membros usam-no com um ou mais pés carregados com elementos das armas do segundo progenitor.
Já o sistema de diferenças das linhagens populares (outras famílias nobres que não a real) é único e distinto dos que vigoram em qualquer outros países. Este sistema não visa identificar o lugar na ordem de sucessão dos detentores dos brasões, mas destina-se sim a identificar de quais dos avós é que teve as suas armas herdadas. Esta origem é assinalada pela diferenciação do escudo através pela colocação de uma brica no cantão (ou outra posição apropriada, quando cantão está já ocupado por peças e figuras) contendo uma determinada figura. A brica e a respetiva figura assinala se as armas têm origem no avô paterno, avó paterna, avô materno ou avó materna. Este sistema enquadra-se na tradição portuguesa das armas poderem ser herdadas e transmitidas por via feminina e não apenas por via masculina como acontecia na maioria das restantes tradições europeias.
Para além das diferenças que assinalam filiação legítima, existiam as quebras, estas servindo para assinalar filiação ilegítima. Na heráldica portuguesa, o sistema de quebras é idêntico tanto para as linhagens reais como para as populares e segue o modelo geral em vigor na Europa. Consiste na colocação de bastões em banda ou de filetes em contrabanda, brocantes sobre o escudo. O número e o formato destas peças identificavam o tipo de filiação ilegítima (filiação natural, bastardia, etc.), bem como a geração em termos de ilegitimidade do detentor das armas (filho ilegítimo, neto de filho ilegítimo, etc.). Na Idade Média e nos séculos seguintes, a filiação ilegítima não tinha o estigma negativo que viria a adquirir mais tarde, sendo que por isso as armas com quebras eram orgulhosamente usadas pelos seus detentores, algumas delas vindo a transformar-se em armas de famílias ilustres da Nação.

### Formato do escudo
Em armaria, o formato do escudo utilizado num brasão de armas cai geralmente no âmbito do gosto e critério artístico, não devendo por isso ser fixado no ordenamento daquele. A exceção na heráldica portuguesa dá-se com os escudos femininos que devem ser sempre em formato de lisonja, exceto os das rainhas que devem colocados num escudo normal.
Os escudos foram sendo representados nos formatos e estilos que mais se enquadravam com as modas e gostos das respetivas épocas, bem como os que se adaptavam melhor ao suporte ou local onde eram exibidos. O escudo de ponta redonda foi contudo o que maior uso sempre teve em Portugal desde os primórdios da heráldica, ao ponto deste formato ser frequentemente referido como "escudo português". Em 1910, foi adotado como o formato oficial do escudo das armas de Portugal, em 1930 passou a ser o formato obrigatório para uso nas armas municipais e é hoje também o formato padrão das armas de algumas componentes das Forças Armadas.
Em algumas épocas passadas, foram contudo usados outros formatos com maior frequência. Assim, o escudo em amêndoa (dito "normando") foi usado no século XII, o escudo de ponta ogival no século XIV, o escudos em cabeça de cavalo (dito "italiano") e em cartela no século XVIII e o escudo oval no século XIX. No reinado de D. Manuel I (1495-1521), teve bastante uso um formato peculiar de escudo com a ponta redonda terminando em bico e com o bordo superior duplamente chanfrado formando três pontas. Do final do século XVII até ao início do século XX, o formato de escudo mais intensamente usado foi o de ponta boleada nos cantos e terminando em bico (escudo dito "francês").

## Ramos

### Heráldica pessoal e de família
Até ao reinado de D. João I (1385-1433), não havia regulamentação da heráldica pessoal em Portugal. A concessão de armas não estava então reservada à Coroa, sendo muitas delas assumidas pelos próprios detentores ou sendo concedidas por grandes senhores aos seus vassalos. A regulamentação começa a ser feita neste reinado, sendo nomeado o primeiro rei de armas, um inglês de nome Arrieta (ou Harriet) que teria vindo para Portugal na comitiva da rainha D. Filipa de Lencastre. No reinado de D. Afonso V, através da Carta Régia de 21 de maio de 1466, a regulação é mais aprofundada, passando a concessão de armas a estar reservada à Coroa, através do rei de armas Portugal.
No reinado de D. Manuel I (1495-1521), é publicado um pacote de legislação heráldica bastante abrangente que ainda se mantém como a base do sistema português de heráldica pessoal. Estabelece o estatuto dos vários oficiais de armas (reis de armas, arautos e passavantes) e regula a heráldica das linhagens reais (que incluem os membros da Casa Real) e das linhagens populares (que incluem membros da restante nobreza). Esta legislação reserva à nobreza o uso de armas, implicitamente interditando o seu uso pelos burgueses, até não impedidos de as usar. As armas dos membros do clero enquadram-se sobretudo no ramo da heráldica eclesiástica. 
Ao contrário do mito popular, as armas de família não se destinam ao uso livre e universal de todos os membros da referida família e até mesmo daqueles que têm um nome de família igual. Ainda que representem genericamente uma determinada família, são na realidade as armas individuais do respetivo chefe e apenas por ele podem ser usadas. Os restantes membros da família - incluindo o herdeiro presuntivo da chefia da mesma - não podem usar as armas plenas daquela, tendo que as diferenciar de uma das formas definidas na legislação heráldica. A diferenciação concreta a adotar tinha que ser antigamente decidida por um rei de armas.
À semelhança das tradições ibérica e britânica, mas ao contrário do que acontecia na maioria das restantes geografias da Europa, a tradição portuguesa sempre se caracterizou por permitir que as mulheres pudessem ser chefes de família e como tal pudessem herdar, usar e transmitir as respetivas armas aos seus herdeiros.

#### Heráldica das linhagens reais
A heráldica das linhagens Reais refere-se aos símbolos heráldicos usados pelos membros da Família Real Portuguesa (Monarcas, consortes, príncipes e infantes) e pelos descendentes destes até à quarta geração.

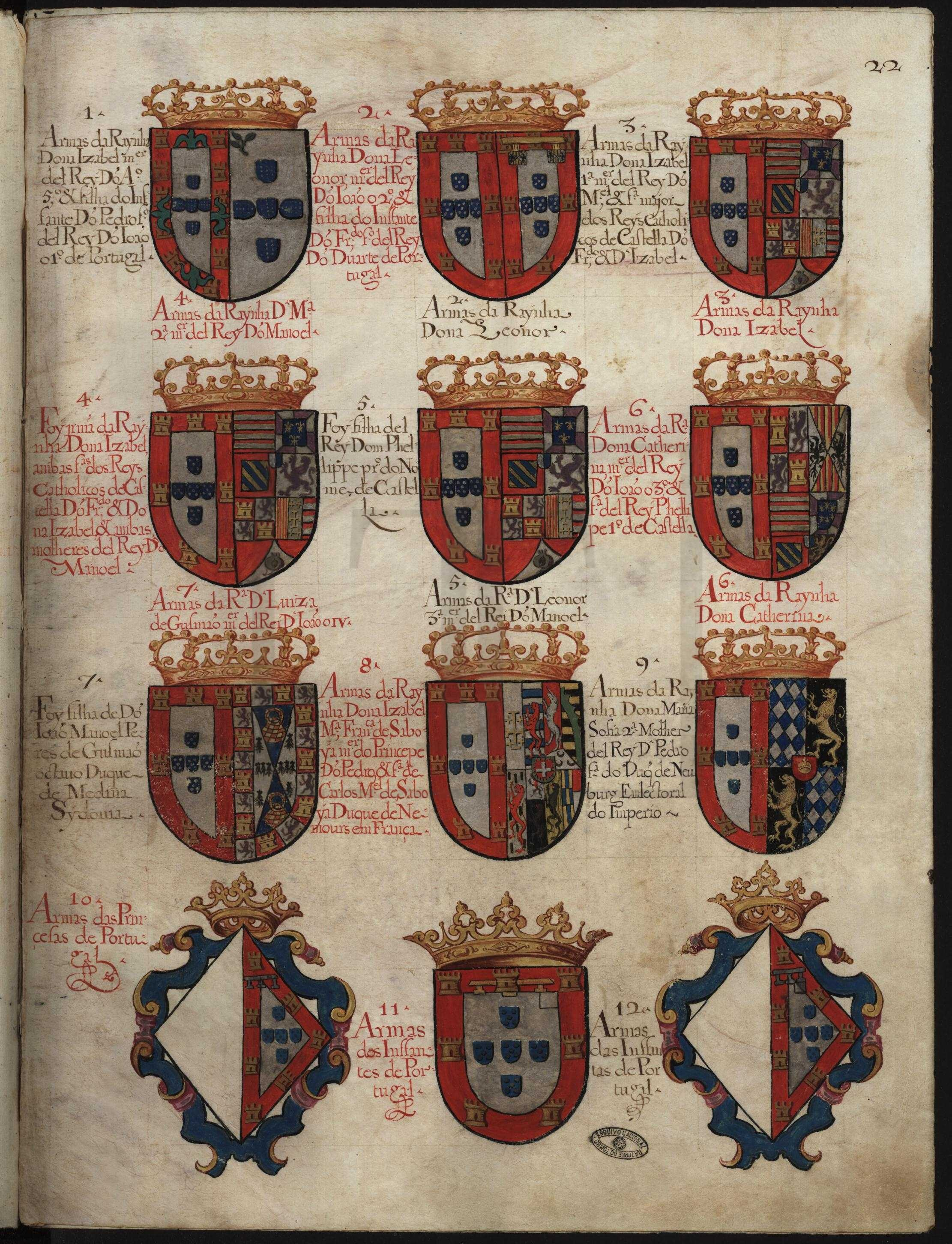
Armas de várias rainhas e modelos das armas de princesa, de infante e de infanta de Portugal, Thesouro da Nobreza, 1675

Até ao século XIV, não existiam regras fixas relativas à heráldica das linhagens reais em Portugal. Seguia-se contudo uma prática que consistia nos filhos dos monarcas usarem uma variante das armas de Portugal. Esta variante poderia obter-se através do reordenamento dos elementos daquelas armas e do seu acrescentamento com elementos adicionais (peças, bordaduras e figuras), frequentemente retirados das armas das respetivas mães. Pensa-se inclusive que a origem das atuais armas de Portugal seja precisamente uma dessas variantes, a qual constituiria as armas do futuro D. Afonso III enquanto ainda era meramente infante e irmão do rei D. Sancho II. Assim, enquanto infante e não tendo por isso direito a usar as armas reais plenas (reservadas ao Rei de Portugal, seu irmão), teria diferenciado estas (que na época se ordenavam como de prata, cinco escudetes de azul dispostos em cruz, os laterais apontados ao centro, cada qual semeado de besantes de prata) com o acrescentamento de uma bordadura de vermelho semeada de castelos de ouro, originada nas armas dinásticas da sua mãe, D. Urraca de Castela. Depois de ter deposto o seu irmão e de ter assumido o trono em 1248, D. Afonso III não reverteu para as armas reais originais, mantendo as suas armas com a bordadura de castelos, que se tornaram as de Portugal. As antigas armas de Portugal sem a bordadura (heraldicamente conhecidas como "Portugal antigo") passaram então e até ao final do século XIV a ser usadas como armas dos bastardos reais. Posteriormente, passaram a ser usadas como acrescentamento de honra ou como armas reais simplificadas. 
No início do século XIV, as armas reais passaram a ser ocasionalmente representadas com uma coroa assente sobre o escudo, sendo mais tarde introduzido também um timbre, consistindo numa serpe ou dragão de ouro. No reinado de D. João I (1385-1433), época em que a heráldica portuguesa sofreu uma forte influência da heráldica inglesa, foi introduzido um sistema de diferenças para os filhos do Monarca, que consistia essencialmente em diferenciar as armas Reais com um lambel brocante sobre as mesmas, cujo campo variava conforme o filho. Durante este reinado, foi também introduzido o uso de empresas ou emblemas heráldicos pelos membros da Família Real. Uma destas empresas, a esfera armilar de D. Manuel I viria a obter o estatuto de símbolo nacional, chegando mesmo a ser incorporada nas armas Nacionais.
O sistema definitivo de heráldica das linhagens reais foi estabelecido pelo rei D. Manuel I, no âmbito da sua legislação heráldica. Segue regras estritas, nas quais se inclui um sistema de diferenças reais para distinguir as armas dos diferentes membros da Família Real. Segundo este sistema, só o Monarca e chefe da Família Real pode utilizar as armas de Portugal plenas e indiferenciadas. Mais nenhuma pessoa o pode fazer, nem sequer o príncipe herdeiro.
O consorte real usa umas armas ordenadas como partido, as armas de Portugal no I e as armas da respetiva dinastia no II. Uma rainha (reinante ou consorte) constitui a única mulher cujas armas são representadas num escudo e não numa lisonja.
Os filhos varões do Monarca usam as armas de Portugal diferenciadas por um lambel. O príncipe herdeiro (filho mais velho) usa o lambel com todos os pés vazios. Os infantes (filhos segundos) têm um ou mais pés carregados com as armas dinásticas da sua mãe (ou do pai, se o Monarca for mulher). Assim, o primeiro infante, tem apenas o pé da esquerda carregado, o segundo infante tem o pé da esquerda e da direita e o terceiro infante e seguintes têm os três pés carregados. O filho mais velho do príncipe herdeiro (segundo na linha de sucessão e titulado "príncipe da Beira" desde 1734) usa um lambel com cada um dos três pés carregados com uma rosa heráldica.
Apesar de não ser infante, quando o duque D. Jaime I de Bragança foi jurado herdeiro interino do trono em 1498, passou a usar armas de infante (armas de Portugal diferenciadas por um lambel, com seus os pés carregados com as armas de Aragão e Sicília). Mesmo depois de ter deixado de ser herdeiro do trono, D. Jaime I e os duques seguintes continuaram usar estas armas que se tornaram nas da Casa de Bragança até 1640.
As filhas do Monarca, tanto princesas como infantas, usam as suas armas numa lisonja em vez de um escudo. Para todas elas, enquanto solteiras, a lisonja estará ordenada como partida, pleno de prata no I, as armas de Portugal no II. Ao casarem-se, as armas do seu marido seriam colocadas no I. Apesar de não estar previsto no regimento de armaria de D. Manuel I, no século XVII, aparentemente as princesas e infantas teriam passado a usar lambel como os príncipes e infantes.
| Sistema de diferenças reais  | Sistema de diferenças reais | Sistema de diferenças reais       | Sistema de diferenças reais                          | Sistema de diferenças reais | Sistema de diferenças reais | Sistema de diferenças reais  | Sistema de diferenças reais |
| ---------------------------- | --------------------------- | --------------------------------- | ---------------------------------------------------- | --------------------------- | --------------------------- | ---------------------------- | --------------------------- |
|                              |                             |                                   |                                                      |                             |                             |                              |                             |
| Monarca e Chefe da Casa Real | Consorte Real               | Príncipe herdeiro (Príncipe Real) | Primogénito do príncipe herdeiro (Príncipe da Beira) | Primeiro infante            | Segundo infante             | Terceiro infante e seguintes | Princesas e infantas        |

Os membros dos ramos secundários da Família Real mantinham o direito à inclusão de quartéis das armas de Portugal, com a diferença correspondente. A partir da segunda geração, correspondente à dos filhos de infantes, as suas armas seriam ordenadas como esquartelados das armas diferenciadas de Portugal com as armas dos seus restantes antepassados. As armas diferenciadas de Portugal tinham o privilégio de ocupar sempre o primeiro quartel do escudo, mesmo que tivessem sido herdadas por via secundária. A partir da quarta geração, perdia-se o estatuto de membro da Família Real e o correspondente direito de usar as armas de Portugal no seu escudo.

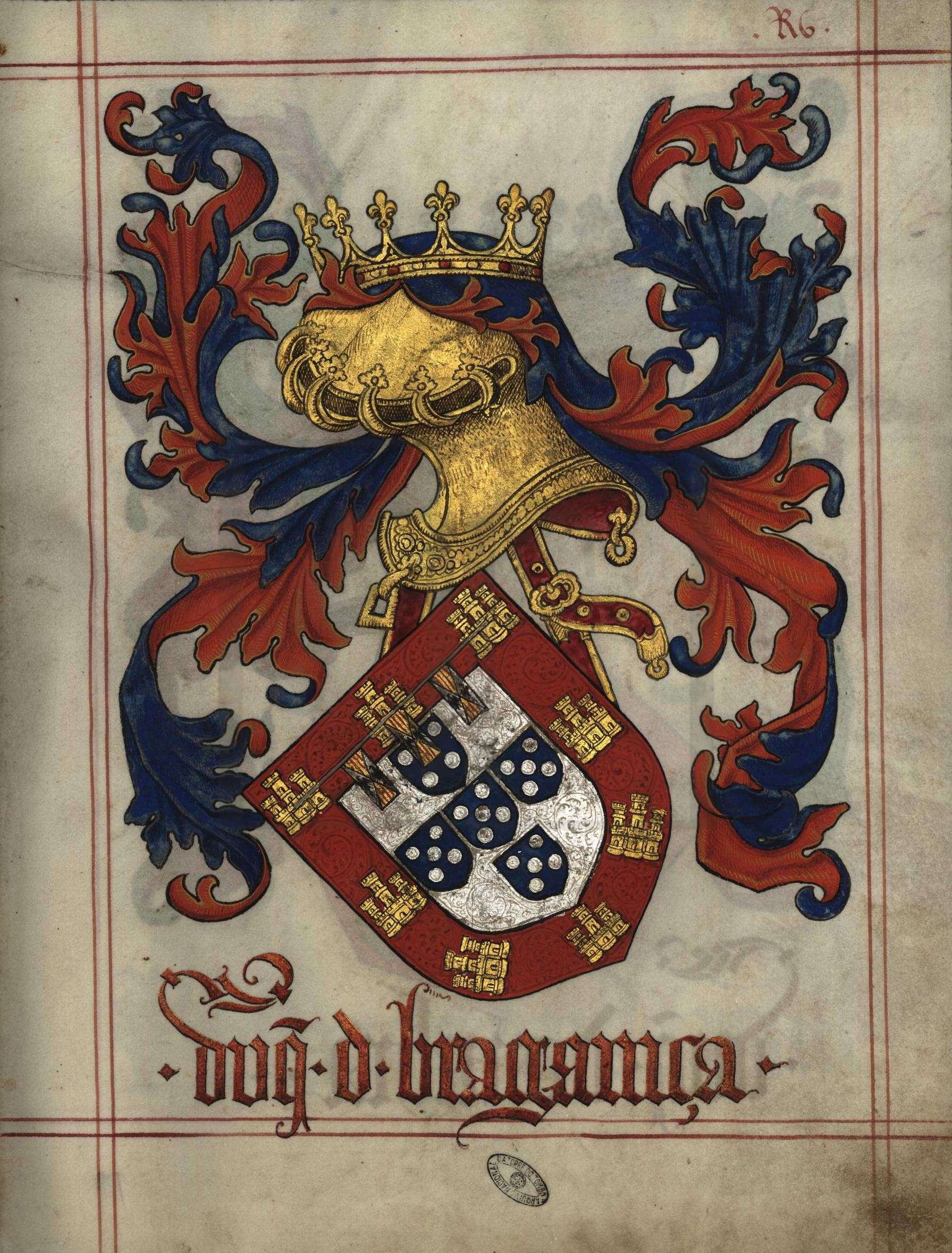
Armas dos duques de Bragança, idênticas às de infante de Portugal a partir do duque D. Jaime I. Livro do Armeiro-Mor, século XVI

Para além do sistema de diferenças, a legislação heráldica de D. Manuel I também estabeleceu um sistema de quebras para as armas dos filhos ilegítimos dos Monarcas. Estes também tinham o direito de usar as armas de Portugal, mas diferenciadas por uma quebra. Os diversos modelos de quebras identificavam especificamente o tipo de ilegitimidade do detentor das armas, de acordo com o antigo sistema português que incluía as seguintes classificações: natural (filho de progenitores ambos solteiros), bastardo (filho de um progenitor casado e de outro solteiro), adulterino (filho de progenitores ambos casados, mas não um com o outro), incestuoso (filho de progenitores familiares próximos) e sacrílego (filho de um ou ambos os progenitores eclesiásticos).
As quebras seriam colocadas brocantes sobre as armas e consistiam numa cotica em banda para os filhos naturais e em filetes em contrabanda, respetivamente, de negro para os bastardos, de azul endentado para os adulterinos, de verde endentado para os incestuosos e de vermelho endentado para os sacrílegos. 
Como filho bastardo do rei D. João II, a D. Jorge de Lencastre foram dadas como armas as de Portugal com a quebra de bastardia (filete em contrabanda, brocante sobre tudo). Estas armas com quebra de bastardia continuaram a ser usadas pelos descendentes de D. Jorge e vieram a tornar-se nas armas da Casa Ducal de Aveiro. 
No final do século XVII, o estatuto dos membros da Casa Real passou também a ser assinalado por um sistema de de coroas e coronéis colocados sobre o escudo. Assim, as armas do Monarca e do seu consorte continham uma coroa real (de oito arcos, cinco visíveis), as do príncipe herdeiro (titulado "príncipe do Brasil" entre 1645 e 1815 e "príncipe real" daí em diante) e as do primogénito do príncipe herdeiro  (titulado "príncipe da Beira" a partir de 1734) continham uma coroa de príncipe (de quatro arcos, três visíveis). As armas dos infantes continham um coronel de duque, mas mais tarde passariam a conter um coronel específico de infante (coronel de duque, com um barrete vermelho). 
Durante o período de decadência heráldica que se acentuou a partir do século XVIII e se prolongou até final do século XIX, o sistema de diferenças reais foi descurado. Passou a ser comum, por exemplo, o uso das armas plenas de Portugal sem a correspondente diferença pelos príncipes herdeiros, sendo as suas armas apenas distinguidas das armas reais pelo uso da coroa de príncipe em vez da coroa real. Ocasionalmente, até membros secundários da Família Real chegaram a usar as armas de Portugal não diferenciadas.
Na segunda metade do século XIX, generalizou-se a representação das armas pessoais do Monarca contendo um pavilhão real de púrpura forrado de arminho, pendente da coroa real. Este pavilhão era frequentemente decorado com as quinas e castelos das armas de Portugal.

#### Heráldica das linhagens populares
No âmbito da heráldica portuguesa, são designadas "linhagens populares" as famílias nobres não aparentadas diretamente com a Família Real. A heráldica das linhagens populares foi também regulamentada pela legislação de D. Manuel I.

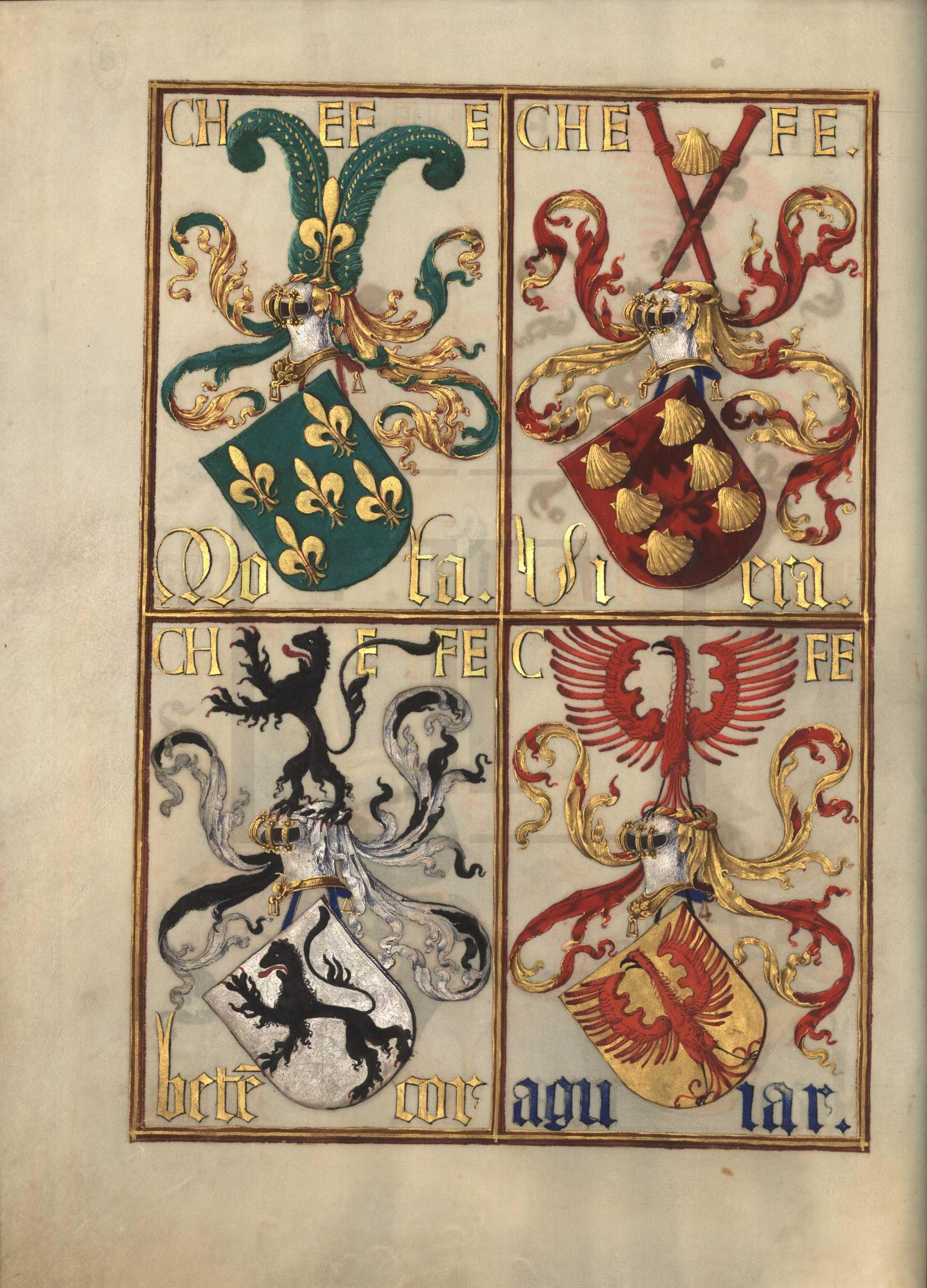
Armas dos chefes das famílias Mota, Vieira, Bettencourt e Aguiar, Livro da Nobreza e Perfeiçam das Armas, século XVI.

As regras da heráldica das linhagens populares têm em consideração o reflexo na heráldica de algumas leis, usos e costumes antigos especificamente portugueses. Assim - e ao contrário do que acontecia na maioria dos restantes estados europeus até ao século XX - em Portugal as mulheres sempre tiveram o direito de assumir a chefia de uma família, bem como de poder herdar, ser titular e transmitir títulos, senhorios ou cargos hereditários. Outro costume português era a possibilidade dos nomes de família atribuídos a determinada pessoa poderem vir tanto do pai como da mãe, podendo inclusive ser atribuídos apelidos de antepassados que já não eram usados pelos próprios pais. Estes usos e costumes refletiram-se na heráldica, com as armas pessoais de uma pessoa a poderem incluir quartéis contendo armas tanto dos antepassados da parte do pai como da parte da mãe.
O chefe de uma família é a única pessoa que pode usar as armas plenas e indiferenciadas da linhagem. Se uma pessoa for chefe de duas famílias, usará um escudo partido, com as armas de cada uma delas repartidas pelas duas partições. Se for chefe de três ou mais famílias, usará um escudo esquartelado, com as armas das linhagens repartidas pelos vários quartéis
Uma mulher que tivesse título de nobreza, que fosse titular de um senhorio ou terra com jurisdição ou que fosse alcadessa tinha direito ao uso de armas. As regras acima aplicam-se às armas femininas, mas estas são sempre postas numa lisonja e não num escudo.
Um membro das linhagens populares que não fosse chefe de família poderia também ter direito ao uso de armas. Estas eram normalmente esquarteladas, com os quartéis a conterem as armas vindas do pai e da mãe. No sistema básico, as armas do pai viriam nos quartéis I e IV e as armas da mãe viriam nos quartéis II e III. Outra opção era ter cada um dos quatro quartéis ocupados com as armas de cada um dos quatro avós. Todas as armas constantes dos quartéis tinham que ser representadas diferenciadas, uma vez que o detentor das armas não era chefe de nenhuma delas.
A legislação de D. Manuel I introduziu um sistema de diferenças que visava diferenciar as armas dos filhos segundos das linhagens populares. Ao contrário do sistema português de diferenças Reais e dos sistemas de diferenças heráldicas em vigor para a nobreza da maioria dos restantes países europeus, o sistema português de diferenças populares não visa identificar a ordem de sucessão do detentor das armas dentro da família, mas sim visa identificar de qual dos antepassados é que as mesmas foram herdadas. As diferenças seriam normalmente colocadas no cantão direito do escudo, exceto se o mesmo já estivesse ocupado por outra peça ou figura, sendo então colocada em outra posição. Para as armas vindas do avô paterno, a diferença seria um farpão, flor de lis, merleta, crescente ou outra figura, para as vindas do avô materno seria uma brica carregada com uma daquelas figuras, para as vindas da avó paterna seria uma meia-brica carregada com uma das figuras e para as vindas da avó materna seria uma brica carregada com um cochim e este com uma daquelas figuras.

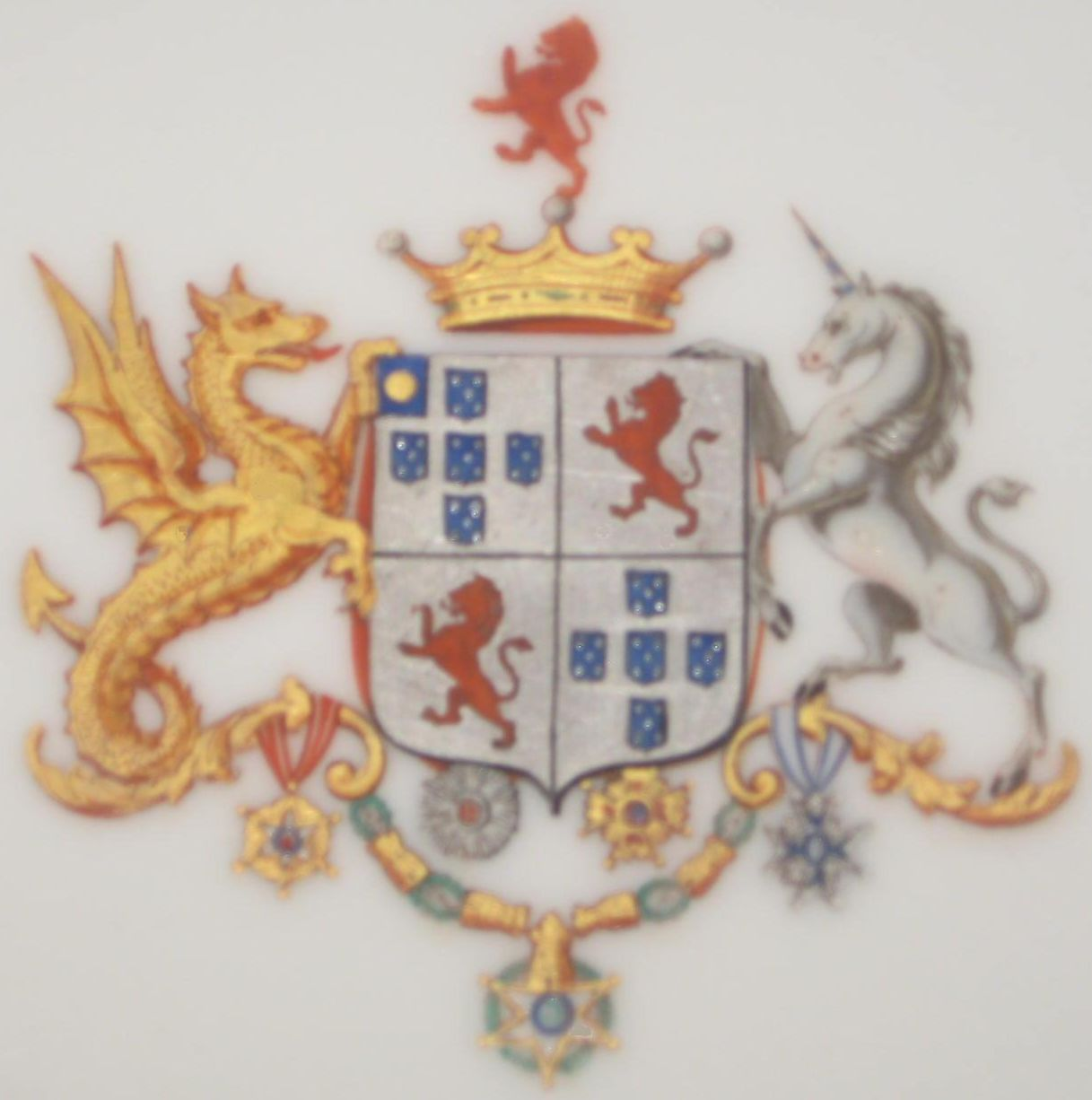
Armas concedidas ao visconde da Trindade em 1853, cujo escudo foi ordenado como o das armas da família Sousa-Prado diferenciado por uma brica de azul no cantão, carregada com um besante de ouro.

Durante o período de decadência da heráldica, a alguns recém-nobilitados foram atribuídas armas de famílias aos quais os mesmos não pertenciam, meramente em virtude de terem um apelido igual ao daquelas. Em casos como estes, foram erradamente usadas diferenças populares para distinguir as armas dos recém-nobilitados das armas da família original. A prática heráldica correta deveria ter sido a ordenação de armas inteiramente novas para os referidos recém-nobilitados.
O sistema de quebras a aplicar às armas dos filhos ilegítimos nas linhagens populares era igual ao dos linhagens reais. Como aquele, previa quebras específicas para as armas dos filhos naturais (cotica em banda), bastardos (filete de negro em contrabanda), adulterinos (filete endentado de azul em contrabanda), incestuosos (filete endentado de verde em contrabanda) e sacrílegos (filete endentado de vermelho em contrabanda). As quebras de bastardia das linhagens populares eram contudo mais detalhadas que as das linhagens reais, prevendo quebras específicas não só para os bastardos em si, mas também para os seus descendentes. Assim, o filho bastardo de um bastardo usaria de dois filetes de negro em contrabanda e o neto de um bastardo cujo pai também fosse bastardo usaria de três filetes. Por outro lado, os descendentes legítimos dos bastardos teriam as suas quebras diminuídas. Assim, o filho legítimo de um bastardo usaria de um filete a dois terços de comprimento e o neto legítimo de um avô bastardo cujo pai também fosse legítimo usaria de um filete a um terço. Á quarta geração legítima, desaparecia a quebra de bastardia.
No final do século XVII, foi introduzido um sistema de coronéis heráldicos idêntico ao que estava em vigor na maior parte da Europa, com um modelo específico para cada título. 
| Coronéis heráldicos da nobreza portuguesa | Coronéis heráldicos da nobreza portuguesa | Coronéis heráldicos da nobreza portuguesa        | Coronéis heráldicos da nobreza portuguesa | Coronéis heráldicos da nobreza portuguesa |
| ----------------------------------------- | ----------------------------------------- | ------------------------------------------------ | ----------------------------------------- | ----------------------------------------- |
|                                           |                                           |                                                  |                                           |                                           |
| Duque                                     | Marquês Conselheiro de Estado             | Conde Visconde e barão com grandeza Par do Reino | Visconde                                  | Barão                                     |

Na segunda metade do século XIX, durante o período da monarquia constitucional, foi introduzida uma distinção específica para uso nas armas dos conselheiros de Estado e pares do Reino. Esta consistia num manto de negro forrado de arminho, pendente do respetivo coronel, que era o de marquês para os conselheiros de Estado e o de conde para os pares do Reino.

#### Armas de plebeus
Até ao reinado de D. João I, não havia aparentemente restrição ao uso de armas por parte de plebeus em Portugal. A primeira restrição ocorreu nesta época com a interdição uso do ouro nas armas daqueles.
A Carta Régia de 21 de maio de 1466 de D. Afonso V, veio interditar o uso de qualquer um dos metais nas armas dos plebeus, o que teoricamente implicava que apenas podiam conter cores e forros.  
A legislação do reinado de D. Manuel I veio expressamente reservar o uso de armas aos membros da nobreza, implicitamente impedindo o seu uso por plebeus. Esta restrição permaneceu até ao final do regime monárquico em 1910 e à consequente abolição dos foros de nobreza. No entanto, o resultado desta restrição terá sido meramente teórico e inconsequente, uma vez que na prática os potenciais plebeus detentores de armas seriam burgueses notáveis, sendo comum que os membros desta classe que se destacassem na carreira política, administrativa ou militar, bem como na cultura ou na economia fossem recompensados pela Coroa com a nobilitação, podendo como tal usar armas.

### Heráldica cívica
A heráldica cívica ou de domínio constitui o ramo da heráldica portuguesa que inclui as armas e outros símbolos heráldicos usados pelo próprio país e pelas entidades territoriais em que o mesmo se divide, incluindo as regiões, os municípios e as freguesias.

#### Armas nacionais
Os símbolos heráldicos nacionais de Portugal desenvolveram-se por transformação dos antigos símbolos reais. As antigas armas reais de Portugal foram gradualmente assumidas como armas nacionais. As antigas armas reais e atuais armas nacionais são conhecidas por "Quinas", designação tirada dos cinco escudetes que constituem o seu elemento fundamental.

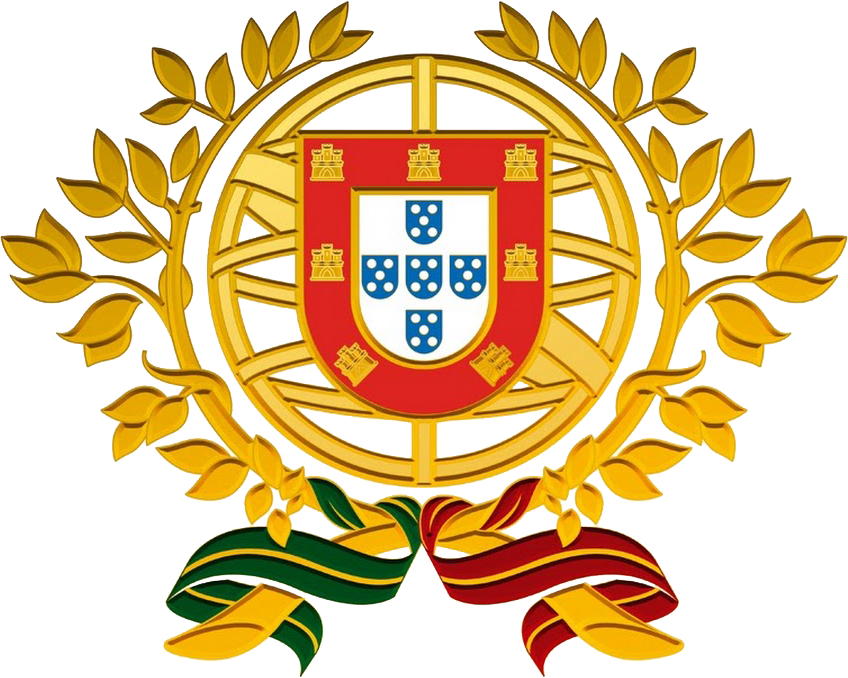
Armas nacionais de Portugal, segundo o estilo gráfico usado pela Presidência da República desde 2016

O atual modelo das armas nacionais foi estabelecido em 1910, após a implantação do regime republicano. O tradicional escudo de Portugal foi mantido como o seu elemento central, passando a estar assente sobre uma esfera armilar de ouro. 
Foram estabelecidas três versões das armas nacionais. A mais simples consiste apenas no escudo de Portugal sobre a esfera armilar, sendo esta a versão exibida na bandeira nacional. Na segunda versão, a esfera armilar e o escudo são rodeados por dois ramos de louro, atados na base por uma fita branca que contém a inscrição camoniana "Esta é a ditosa Pátria minha amada", destinando-se a ser exibida nos estandartes nacionais privativos de cada unidade militar. A terceira versão é semelhante à segunda, mas a fita que ata os ramos de louro não tem qualquer inscrição, destinando-se a ser usada em emblemas, selos e moedas.
O escudo de Portugal em si resulta de cerca de 300 anos de evolução, entre os séculos XII e XVI. O hipotético escudo usado por D. Afonso Henriques quando se tornou no primeiro Rei de Portugal em 1143 seria de prata, com uma cruz de azul. Este teria evoluído para o primeiro escudo cuja existência está historicamente confirmada pelo menos a partir do reinado de D. Sancho I (1185-1211) e que era de prata, com cinco escudetes de azul dispostos em cruz, os dois laterais apontados ao centro, cada qual semeado de besantes de prata. No reinado de D. Afonso III (1238-1253), ao escudo foi acrescentada uma bordadura de vermelho semeada de castelos de ouro. Entre o final do século XIII e o início do XIV, o número de besantes constantes de cada um dos cinco escudetes fixa-se em cinco, dispostos em sautor. É a partir de então que os referidos escudetes passam popularmente a ser conhecidos por "quinas", por semelhança com a face cinco dos dados de jogar, designação que por sinédoque passa também a ser aplicada às armas de Portugal no seu todo. No reinado de D. João I (1385-1433), ao escudo é acrescentada uma cruz da Ordem de Avis (cruz florida, de verde), normalmente representada pela colocação das pontas em forma de flor de lis dos seus quatro braços sobre a bordadura, por entre os castelos. Em 1481, o rei D. João II ordena uma reforma do escudo de Portugal, corrigindo o que eram vistos como erros heráldicos. Foi assim retirada a cruz da Ordem de Avis e os escudetes laterais foram colocados direitos. O número de castelos carregando a bordadura não foi definido, mas acabou por se fixar em sete no final do século XVI, sendo esta a versão atualmente em vigor.
Evolução do escudo de Portugal
- 1095 - 1139?
(hipotético)
- 1139? - 1247
(primeiro historicamente confirmado)
- 1248 - 1385
- 1385 - 1481
- 1481 – presente

#### Heráldica autárquica
A heráldica autárquica engloba os símbolos heráldicos do que em Portugal são definidas constitucionalmente como autarquias locais ou seja as freguesias, os municípios e as nunca criadas regiões administrativas. É um dos ramos da moderna heráldica portuguesa mais regulamentados por legislação oficial. Esta estabelece, como símbolos heráldicos de cada autarquia local, o brasão de armas, a bandeira de hastear, o estandarte (bandeira de desfile) e o selo armorial.

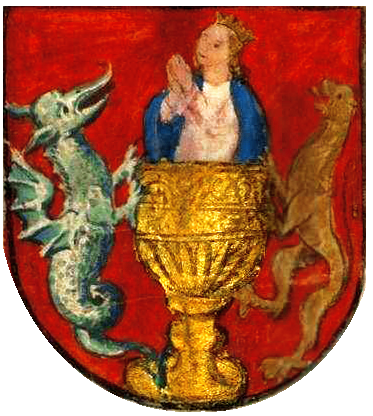
Antigas armas da cidade de Coimbra, Thesouro de Nobreza, 1675

A heráldica dos municípios portugueses tem uma longa tradição histórica, com as cidades, vilas e concelhos a usarem símbolos heráldicos desde o século XII. O exemplo mais antigo hoje conhecido é o brasão do extinto concelho de Castelo Mendo, datado de 1202. Estes símbolos eram colocados nos edifícios sede dos municípios, nos selos com que autenticavam os documentos, nas bandeiras cerimoniais, bem como eram exibidos em obras públicas municipais, tais como fontes, aquedutos e pontes. Até ao século XIX, a regra foi a assunção de armas pelos próprios municípios, com o direito de usar símbolos heráldicos da sua escolha a ser entendido como uma das prerrogativas da antiga autonomia municipal. Assim e ao contrário do que acontecia com a heráldica pessoal e familiar, as armas municipais não estavam sujeitas à regulação heráldica estatal nem à validação dos oficiais de armas da Coroa. Contudo, no século XIX, a Coroa começa a interferir na heráldica dos municípios através da concessão de novas armas, da atribuição de acrescentamentos de honra ou da tentativa de obrigação da validação das armas já existentes.
Depois de um longo período de decadência, o reflorescimento da heráldica em Portugal no século XX deveu-se muito ao forte desenvolvimento da heráldica autárquica. Apesar das restrições à heráldica impostas pelo regime republicano a partir de 1910, que a associava à monarquia, muitos dos municípios portugueses continuaram a fazer uso dos seus antigos brasões e outros símbolos heráldicos. Para além disso, alguns municípios que ainda não dispunham de armas buscaram obtê-las. Um desses municípios foi o da Marinha Grande, cuja intenção de obter um brasão de armas que o identificasse iria espoletar o forte desenvolvimento da heráldica municipal no país. Assim, quando na década de 1920, a recém criada Câmara Municipal da Marinha Grande desejou passar a fazer uso de armas, não encontrou nenhuma autoridade que as pudesse ordenar e validar, decidindo assim apelar para o grande público através da imprensa. O apelo foi respondido por Afonso de Ornelas, heraldista e membro da Associação dos Arqueólogos Portugueses, que apresentou uma proposta para o ordenamento das armas, bandeira e selo daquele município. Este heraldista aproveitou também para criar o esboço de regulamentação para a heráldica municipal.

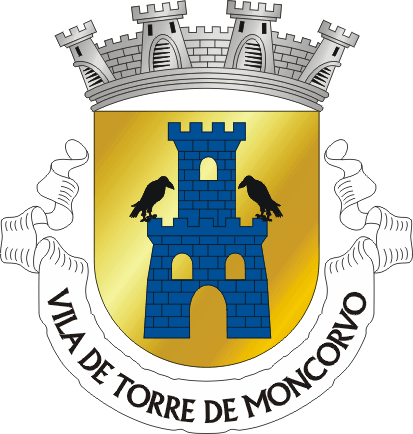
Armas do município de Torre de Moncorvo.

O esboço elaborado por Afonso de Ornelas acabou por ser aceite pelas entidades oficiais e servir de base à Circular de 14 de abril de 1930 - emitida pela Direção-Geral de Administração Política e Civil do Ministério do Interior - que regularia a heráldica das autarquias locais durante mais de 60 anos. A Circular definia a Secção de Heráldica da Associação dos Arqueólogos Portugueses como a autoridade heráldica para os município. Esta regulamentação foi revista por lei em 1991, mas manteve no seu essencial o que já havia sido estabelecido em 1930.
A maioria das armas municipais já existentes foi a partir de então gradualmente reformada de modo a obedecer ao regulamento oficial estabelecido.  Na maioria dos casos, a reforma manteve o ordenamento básico das armas originais, apenas fazendo ajustes relacionados com a estilização e a simetria da disposição das figuras representadas ou a correção pontual de erros heráldicos. Contudo, em alguns casos foi realizada uma reforma radical das armas, com a introdução de ordenamentos totalmente novos. Os ordenamentos das novas armas e das armas reformadas seguiram quase sempre as preferências de Afonso de Ornelas, incluindo o absoluto cumprimento das regras de heráldica e uma estrita disposição simétrica das figuras representadas no brasão, levando uma heráldica municipal tecnicamente rigorosa.
As preferências levaram também a privilegiar-se a representação de figuras com uma significação mais mundana e óbvia, frequentemente relacionada com as atividades económicas e marcos geográficos locais, em detrimento da anteriormente mais comum simbologia erudita e elaborada, relacionada com acontecimentos históricos e mitológicos, jogos de palavras sobre as denominações locais, etc.. Como muitos municípios tinham atividades económicas principais semelhantes (como a produção vinícola ou cerealífera) ou marcos geográficos do mesmo tipo (como rios e castelos), esta abordagem levou a que muitos brasões fossem ordenados com os elementos idênticos entre si (como cachos de uvas representando a vitivinicultura ou castelos assinalando a existência de monumentos daquele tipo), tornando-se repetidos e difíceis de distinguir entre si. Por outro lado, as opções frequentes de se pretender representar quase exaustivamente todas as atividades económicas e marcos geográficos relevantes existentes em cada município levou também a que alguns brasões fossem ordenados com um excessivo e variável número de figuras, prejudicando a sua estética e legibilidade.

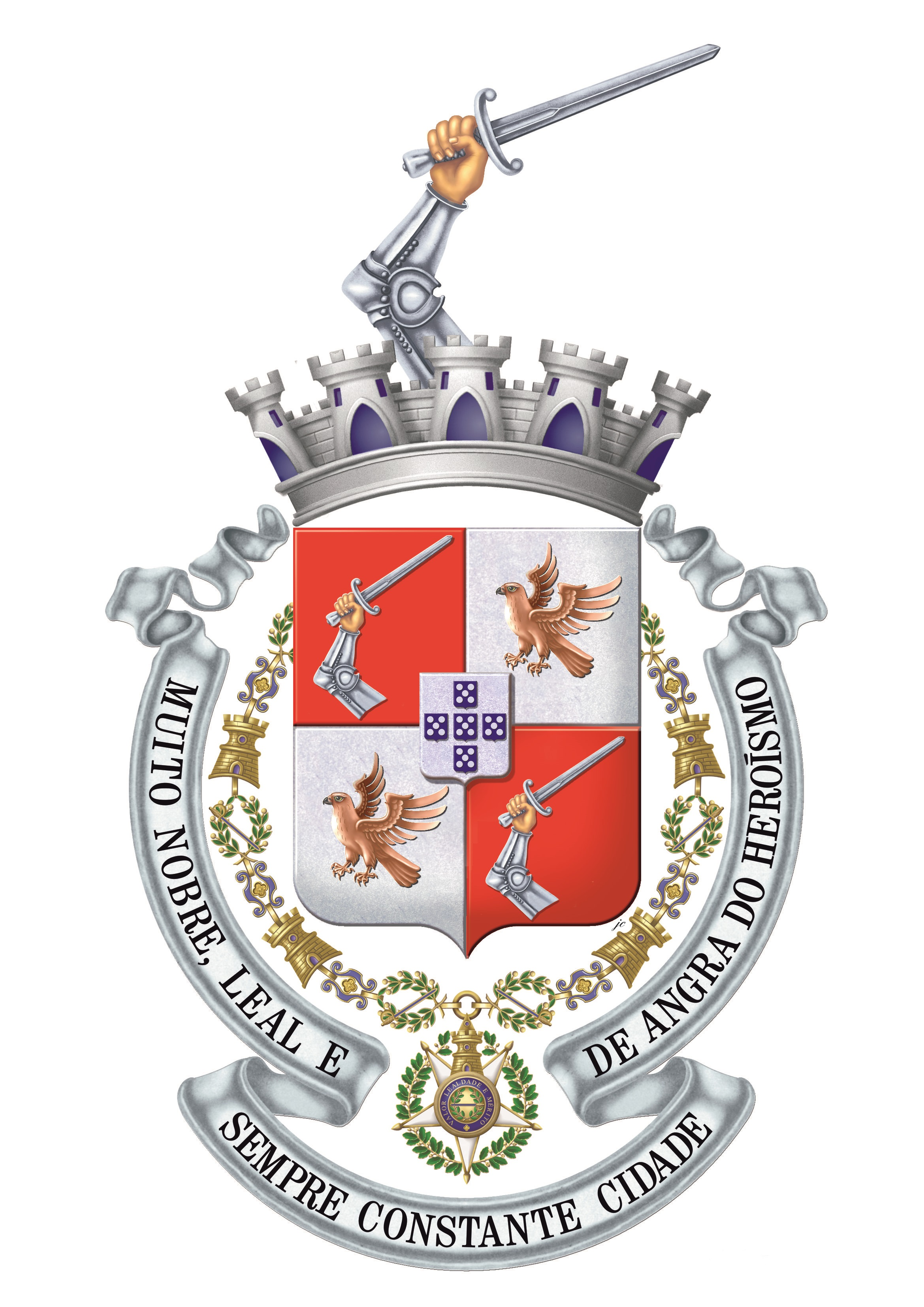
Armas do município de Angra do Heroísmo, segundo o modelo introduzido em 2013 e baseado nas antigas armas usadas entre 1837 e 1939.

Alguns municípios recusaram-se a abandonar os seus antigos e tradicionais símbolos heráldicos, continuando a mantê-los, apesar de não estarem conformes com o padrão oficial. Assim, por exemplo as Caldas da Rainha mantiveram o uso do tradicional brasão baseado nas armas e empresas heráldicas da rainha D. Leonor, fundadora da povoação e a Horta manteve as armas que - juntamente com o título de "muito leal" - lhe foram concedidas pelo rei D. Luís I em 1865. Outros municípios, pesar de terem tido as suas armas tradicionais substituídas por ordenamentos novos, decidiram readotar mais tarde as suas antigas armas. O último exemplo destes foi Angra do Heroísmo que, em 2013, decidiu readotar as suas antigas armas com o ordenamento que lhe havia sido concedido pela Rainha D. Maria II em 1837 e que vigorou até 1939, mas com uma coroa mural de cidade em vez da antiga coroa ducal, apesar deste não obedecer inteiramente ao padrão oficial.
A heráldica autárquica está atualmente regulada pela Lei 53/1991 de 7 de agosto de 1991, a qual estabelece que as cidades, vilas, municípios e freguesias têm direito ao uso de armas, bandeiras e selo.
As armas são em regra constituídas por um escudo encimado por uma coroa mural e sotoposto a um listel com uma legenda ou mote. O escudo terá que ser sempre de ponta redonda (dito "escudo português"). O tipo de coroa mural define a categoria da povoação ou autarquia, sendo de prata com cinco torres aparentes para as cidades, com quatro para as vilas e com três para restantes freguesias. A coroa das armas de Lisboa, como capital do país, é única de ouro com cinco torres aparentes. O listel contém geralmente a designação da cidade, vila, município ou freguesia, incluindo os possíveis títulos honoríficos a si associados. A regulamentação prevê que o listel possa conter um mote, mas raramente isto acontece. As armas podem também incluir as insígnias de condecorações atribuídas. A regulamentação prevê que, neste caso, as referidas insígnias não sejam representadas nas armas exibidas nos estandartes, uma vez que as mesmas seriam fisicamente afixadas ao mesmo.
| Coroas murais das armas das autarquias locais | Coroas murais das armas das autarquias locais | Coroas murais das armas das autarquias locais | Coroas murais das armas das autarquias locais | Coroas murais das armas das autarquias locais |
| --------------------------------------------- | --------------------------------------------- | --------------------------------------------- | --------------------------------------------- | --------------------------------------------- |
|                                               |                                               |                                               |                                               |                                               |
| Região administrativa (não implementada)      | Capital                                       | Cidade                                        | Vila                                          | Outra freguesia                               |

Para além das regras gerais da heráldica, o ordenamento das armas municipais tem que cumprir determinadas regras específicas que incluem a interdição da inclusão das armas de Portugal indiferenciadas e a interdição do uso de partições que causem uma cisão do seu todo significativo.

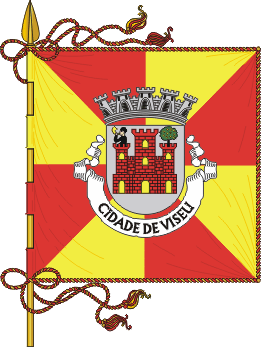
Estandarte do município de Viseu

As bandeiras das autarquias locais podem ser consideradas de caráter heráldico, uma vez que são ordenadas com base nas respetivas armas, nomeadamente incorporando o metal e a cor dominantes daquelas ou apenas um deles. A prática que tem sido seguida é a de considerar dominantes o metal e a cor das principais figuras ou peças do escudo, em detrimento dos esmaltes do campo. As bandeiras são ordenadas como gironados de oito peças, como esquarteladas ou como lisas de um único esmalte. O primeiro ordenamento está reservado às bandeiras de cidades. Existem dois tipos de bandeiras destinados a diferentes usos. O primeiro é a bandeira de desfile ou estandarte, que é quadrada com 1 metro de lado, feita de seda, exibindo as armas ao centro, debruada por um cordão com o metal e cor dominantes, terminando em borlas, que se atam a uma haste com ponta de lança dourada. O seguindo tipo é a bandeira de hastear, destinada a ser arvorada em mastros e adriças, que tem um ordenamento idêntico ao estandarte, mas é retangular com a proporção de 2:5 e sem dimensões fixas. As bandeiras de hastear podem não exibir as armas ao centro, exceto se o seu campo for liso com um único esmalte.
Finalmente, os selos das autarquias locais são sempre redondos e consistem num círculo central rodeado por uma bordadura. O círculo central contém o ordenamento do escudo, sem indicação dos esmaltes. A bordadura contém a designação da câmara municipal ou da junta de freguesia respetiva.

#### Armas regionais

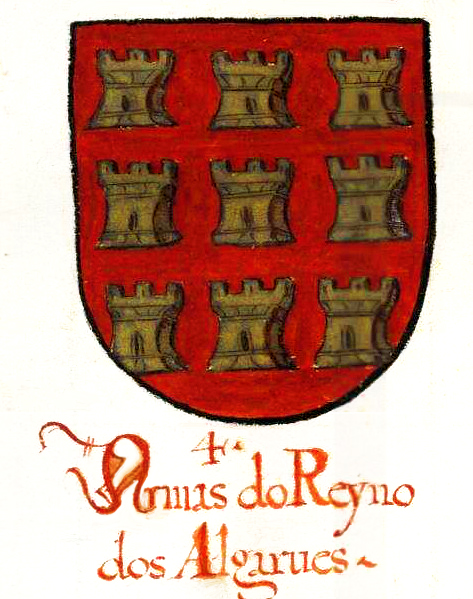
Uma das versões das hipotéticas armas do antigo Reino do Algarve, Thesouro de Nobreza, 1675.

As armas regionais são aquelas usadas por regiões ou outras entidades administrativas territoriais supramunicipais com órgãos de governo próprio. Portugal constituiu, desde muito cedo, um estado unitário de tipo moderno que, a nível supramunicipal, praticamente só teve divisões administrativas para servirem de áreas de jurisdição territorial dos órgãos e representantes da administração central, não dispondo portanto de órgãos de governo próprio. Talvez por isso, não existiu a necessidade de serem criadas armas regionais, não existindo essa tradição em contraste com a tradição das armas municipais.
Atualmente, as únicas entidades de tipo regional com órgãos de governo próprio existentes são as regiões autónomas dos Açores e da Madeira, as quais fazem uso de armas. Em períodos do passado existiram outras entidades daquele tipo (como as províncias e os distritos autónomos), mas que nunca fizeram uso formal de armas. Fora do que é hoje o território de Portugal, ocorreu uma simbologia heráldica regional em algumas partes do antigo Ultramar Português.
Provavelmente o primeiro caso de símbolos heráldicos regionais ocorre no final do século XVI, quando o antigo Reino do Algarve começa a aparecer assinalado em várias cartas geográficas e outras obras com umas supostas armas daquela região, que eram representadas na forma de um escudo esquartelado, com uma cabeça de mouro nos quartéis I e IV e com uma cabeça de rei europeu nos quartéis II e III. Aparecem várias variantes destas armas, nomeadamente com esmaltes variados e com um par de cabeças (em vez de uma única) em cada quartel. Relativamente ao Algarve, também se desenvolve o mito popular de que a bordadura de castelos do escudo de Portugal simbolizaria aquela região, aparecendo ocasionalmente as supostas armas do Reino do Algarve representadas como um escudo de vermelho, carregado de castelos de ouro. Este mito viria a ser consubstanciado no ordenamento das novas armas do Reino Unido de Portugal, Brasil e Algarves em 1817, onde a bordadura de castelos foi oficializada como simbolizando o Reino do Algarve no seio da União.

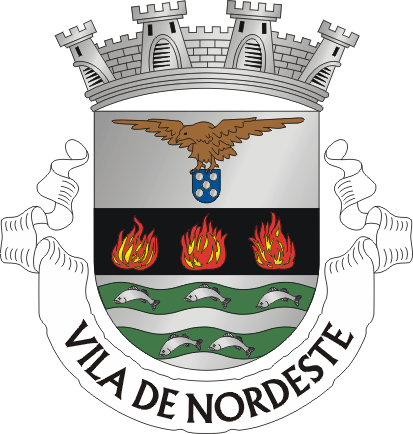
Armas estabelecidas em 1937 para o município de Nordeste, contendo em chefe o emblema heráldico atribuído aos Açores (açor com uma quina nas garras).

Outro caso pontual de ocorrência de simbologia heráldica regional ocorreu quando da reforma geral das armas municipais no âmbito da regulamentação de 1930. Apesar de nunca terem sido estabelecidas armas para as províncias criadas em 1933 ou para os distritos autónomos insulares então existentes, foram desenvolvidos três emblemas heráldicos regionais, respetivamente para o Algarve (cabeças de mouros e reis europeus, inspiradas nas supostas armas antigas do Reino Algarve), os Açores (um açor volante, com uma quina de Portugal nas garras, símbolo falante aquele arquipélago) e a Madeira (cachos de uvas carregados com quinas). Estes três emblemas foram usados nos ordenamentos de várias das novas armas então criadas para os municípios daquelas regiões, normalmente sendo colocados em chefe ou acantonando as restantes figuras do ordenamento.
A criação de símbolos heráldicos oficiais regionais ocorreu contudo apenas quando da criação das regiões autónomas dos Açores e da Madeira. Assim, em 1978, a Assembleia Regional da Madeira estabeleceu as insígnias daquela região autónoma, incluindo o seu escudo, bandeira e selo. Até 1991, as armas da Madeira reduziam-se apenas ao escudo, sendo então criado um brasão de armas completo, incluindo agora também elmo, timbre, mote e ornamentos exteriores.
À Madeira seguiu-se os Açores, com a sua Assembleia Regional a aprovar os símbolos heráldicos daquela região autónoma em 1979. Além da bandeira e do selo, os símbolos heráldicos dos Açores incluíam uma brasão de armas completo, com escudo e elementos exteriores.
Para além das duas regiões autónomas, a Região do Algarve, ainda que não existindo como pessoa jurídica com órgãos de governo próprio, é frequentemente identificada coletivamente por um brasão de armas, baseado nas armas hipotéticas do antigo Reino do Algarve, consistindo num escudo esquartelado com uma cabeça de um mouro no I e IV e de um rei europeu no II e III. Os esmaltes dos campos dos quartéis variam, mas são frequentemente representados de ouro o do I e IV e de vermelho o do II e III. Para além de aparecerem na maioria das armas dos municípios da região, elementos daquele brasão aparecem também em emblemas de organizações regionais.
|                  |                  |                                 |
| Armas dos Açores | Armas da Madeira | Armas do Algarve (não oficiais) |

No âmbito do regulamento de heráldica autárquica de 1991, foram também estabelecidos padrões heráldicos para as armas, bandeiras e selos a criar para as regiões administrativas, como autarquias locais de nível supramunicipal do continente português previstas na Constituição da República. A criação dessas regiões nunca foi contudo efetivada - tendo sido inclusive rejeitada em referendo popular realizado em 1998 - e por isso a sua heráldica nunca foi implementada.

### Heráldica eclesiástica

Armas de D. Manuel Gonçalves Cerejeira, cardeal-patriarca de Lisboa (1929-1971), coroadas pela tiara papal.

A heráldica eclesiástica engloba os símbolos heráldicos usados pelos membros e instituições religiosas católicas. O uso destes símbolos pelos membros eclesiásticos da Igreja Católica em Portugal ocorreu desde os primórdios da heráldica no país. Um dos primeiros exemplos conhecidos de heráldica eclesiástica aparece no selo de D. Soeiro Mendes, o primeiro bispo de Évora após a reconquista desta cidade aos mouros em 1165.
Em Portugal, a heráldica eclesiástica esteve sempre enquadrada pelas regras gerais estabelecidas para a heráldica da Igreja Católica Romana. Estas regras focam-se sobretudo nos elementos exteriores do escudo que identificam o grau hierárquico e as funções do portador das armas no âmbito da Igreja, praticamente ignorando o ordenamento do próprio escudo ao qual são postas poucas restrições. A heráldica eclesiástica portuguesa nunca esteve assim sujeita à autoridade e às regras heráldicas nacionais, o que lhe deu a liberdade de frequentemente as contrariar. Apesar de enquadrada na heráldica geral da Igreja, sofreu contudo influências da heráldica portuguesa, desenvolvendo algumas características peculiares.
Heraldicamente, o Patriarcado de Lisboa destaca-se no mundo católico por ser a única sé episcopal - para além da própria Santa Sé - que tem o direito de coroar as suas armas com a tiara papal. As armas do Patriarcado de Lisboa combinam a tiara papal com uma cruz processional cruzada com um báculo, diferenciando-se assim das da Santa Sé que combinam a tiara com as duas chaves de São Pedro. Os patriarcas em si têm o direito a usar a tiara papal nas suas armas pessoais. Contudo, o último patriarca a fazê-lo foi D. Manuel Gonçalves Cerejeira (1929-1971), sendo que os seus sucessores - os quais, por tradição são sempre feitos cardeais - têm optado por encimar o escudo com um galero vermelho de cardeal.
Outra característica específica é o facto dos bispos e arcebispos portugueses não usarem geralmente o galero verde eclesiástico, mas sim um modelo de galero negro com o forro e os pendentes verdes. Com quinze nós e borlas pendentes, o galero negro forrado de verde é também usado pelos arcebispos primazes de Braga e pelos patriarcas de Lisboa enquanto aguardam ser feitos cardeais.

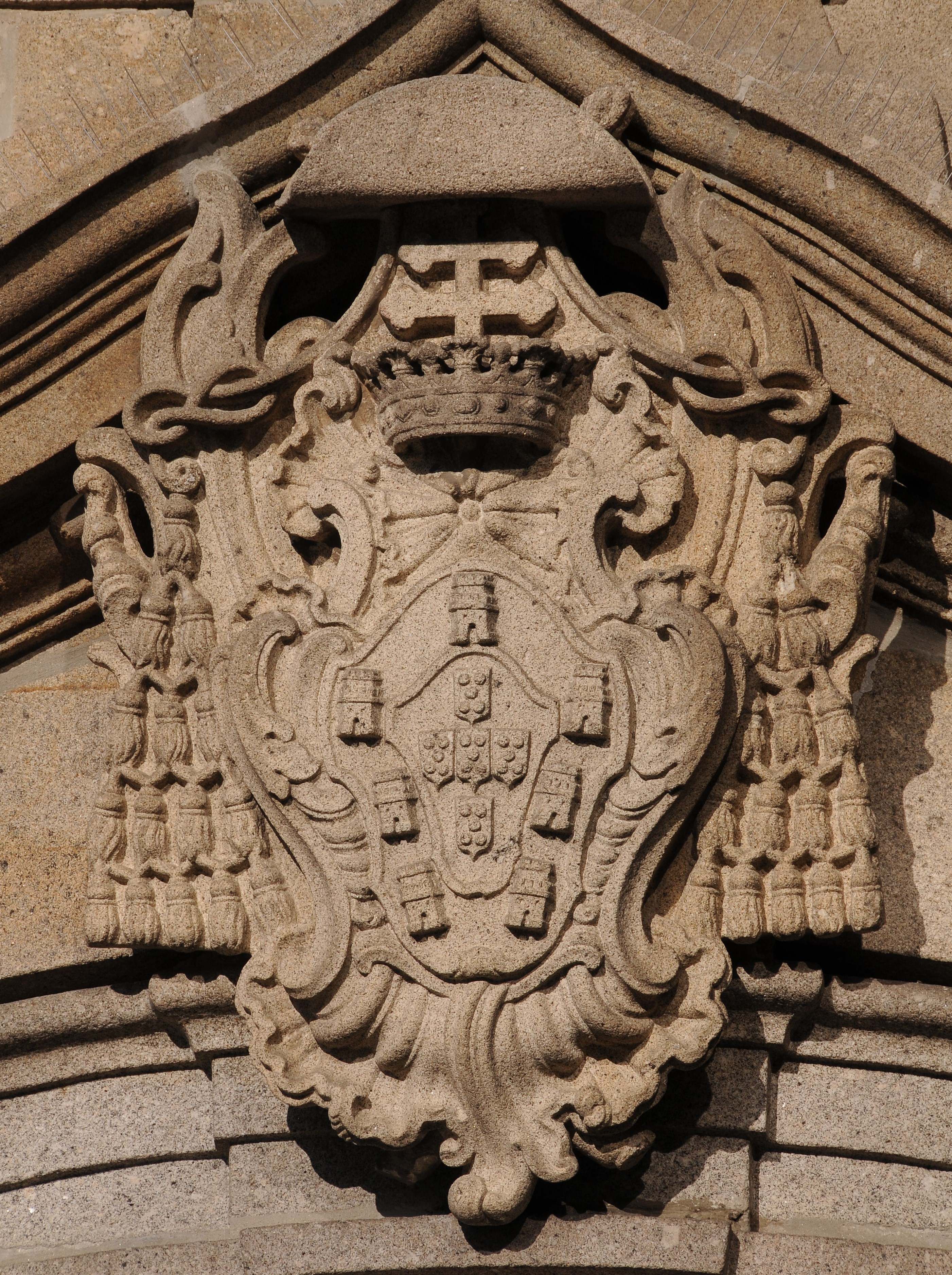
Armas de D. Gaspar de Bragança, arcebispo primaz de Braga (1758-1789) na Igreja de Santa Teresa. Apesar de filho ilegítimo do Rei D. João V, D. Gaspar usava as armas plenas de Portugal, sem qualquer diferença, o que seria vedado a um não eclesiástico.

No passado, a maioria dos altos cargos da Igreja Católica era ocupada por membros originários da nobreza portuguesa, incluindo bastantes ligados à Casa Real. Como tal, as suas armas pessoais tinham origem nas respetivas armas familiares. Como a heráldica eclesiástica não estava sujeita às restrições legais da heráldica nacional, muitos membros da Igreja usavam de armas às quais teoricamente não tinham direito, nomeadamente as armas indiferenciadas das suas famílias cujo uso estaria reservado ao respetivo chefe. Existiram também bastantes casos de membros da Igreja que adotaram as armas de uma determinada família por possuírem um apelido idêntico, apesar de dela não fazerem parte. Muitos membros da Igreja utilizaram contudo armas de Fé, ordenadas com peças e figuras que representavam as suas devoções religiosas e filosofia de vida. Estas tornaram-se cada vez mais comum e são atualmente a grande maioria, à medida em que os altos cargos da Igreja foram sendo cada vez mais ocupados por pessoas de origem plebeia. Surgiram também armas resultantes da combinação de armas familiares com armas de Fé.
Em 1472, o Rei D. Afonso V fez, do bispo de Coimbra D. João Galvão, conde de Arganil. Desde então o título permaneceu associado os titulares do bispado, que passaram a ser conhecidos por "bispos-condes". Por causa do seu estatuto singular de serem detentores de um título eclesiástico e outro secular, os bispos-condes usavam de armas cujo escudo tinha sobreposto um coronel de conde e este por sua vez tinha sobreposto um galero de bispo. Na sequência da interdição de uso de títulos seculares por membros da Igreja Católica, os bispos de Coimbra abandonaram o uso do título, bem como do coronel de conde nas suas armas.
Outras armas peculiares mistas eclesiásticas e seculares foram as usadas pelo cardeal-Rei D. Henrique. Sendo um infante de Portugal, filho mais novo de D. Manuel I, D. Henrique seguiu a vida eclesiástica, mas tarde tornando-se cardeal. Com a morte do seu sobrinho, o Rei D. Sebastião, na batalha de Alcácer Quibir em 1578, D. Henrique como o seguinte na linha de sucessão, tornou-se Rei de Portugal, ainda que mantendo o seu estatuto de eclesiástico. Como cardeal e Rei, D. Henrique usou as armas de Portugal, com um galero de cardeal sobreposto à coroa real.
O escudo oval ou ovalado é frequentemente referido nos tratados de heráldica como o formato de escudo privativo do clero em Portugal. Contudo, não era o único formato de escudo usado pelo clero. Por outro lado, o escudo oval era frequentemente usado em armas não eclesiásticas, sobretudo entre o final do século XVIII e meados do XIX.

### Heráldica corporativa
A heráldica corporativa refere-se aos símbolos heráldicos das corporações, no seu sentido de organizações coletivas de caráter variado, incluindo as religiosas, assistenciais, profissionais, económicas, educacionais e outras. Em Portugal, até ao século XX, este ramo da heráldica limitava-se essencialmente aos símbolos heráldicos usados pelas ordens religiosas e pelas antigas corporações de ofícios. Teve contudo um grande desenvolvimento, durante o período do regime corporativo do Estado Novo (1933-1974).
A Lei de 1991 que regula atualmente a heráldica autárquica também regula, em teoria, a heráldica das pessoas coletivas de utilidade pública administrativa, prevendo um modelo de armas a usar por estas. Estas seriam compostas por um escudo de ponta redonda, subposto a uma coroa cívica e tendo por baixo um listel com o nome da instituição. Contudo, este tipo de armas não tido uso generalizado por aquele tipo de instituições.

#### Heráldica das corporações económicas e profissionais
O Estado Novo previa que as atividades profissionais e económicas do país fossem enquadradas por organismos corporativos ("corporações" em sentido lato). Entre estas encontravam-se os sindicatos, os grémios, as ordens das profissões liberais, as casas do povo e as casas dos pescadores, bem como uniões e federações daqueles. Todos estes organismos se agrupariam a nível nacional em corporações (em sentido restrito), cada qual correspondendo a cada um dos grandes setores de atividade económica. Os organismos corporativos eram vistos como autarquias constituintes da Nação e como tal entendia-se que deveriam usar de armas tais como as autarquias locais. Sob a liderança do heraldista F. P. Almeida Langhans, foi estabelecido o Gabinete de Heráldica Corporativa da FNAT que se tornou na autoridade heráldica para este tipo de autarquias. Almeida Langhans desenvolveu um modelo específico para as armas dos organismos corporativos primários que consistia num escudo oval, inteiramente circundado por uma cartela (em forma de listel) que continha a designação do titular. O ordenamento dos escudos em si procurava inspirar-se na simbologia das antigas corporações de mesteres, incluindo frequentemente instrumentos de trabalho ligados às profissões representadas pelo organismo ou a imagem dos respetivos santos padroeiros. Alguns ordenamentos incluíam as armas completas (incluindo a coroa mural e o listel) dos municípios onde o organismo tinha a sede. As armas das ordens profissionais, continham dentro do escudo oval, as antigas armas de Portugal com um timbre que variava de acordo com a ordem. Para as corporações (no sentido restrito de grandes agrupamentos de organismos corporativos de determinado setor), foi desenvolvido um modelo de armas diferente, semelhante ao de armas pessoais ou de família. Este consistia num escudo de formato ogival sob o qual estava assente um elmo, virol, paquife e timbre, tendo sob o escudo um listel com o nome da corporação.
| Armas de organizações profissionais | Armas de organizações profissionais | Armas de organizações profissionais | Armas de organizações profissionais | Armas de organizações profissionais |
| ----------------------------------- | ----------------------------------- | ----------------------------------- | ----------------------------------- | ----------------------------------- |
|                                     |                                     |                                     |                                     |                                     |
| Casa do Povo da Ribeirinha (Horta)  | Ordem dos Médicos                   | Ordem dos Engenheiros Técnicos      | Ordem dos Médicos Veterinários      |                                     |

Almeida Langhans e o Gabinete de Heráldica Corporativa participaram também no desenvolvimento da simbologia heráldica de diversas outras instituições, tais como os municípios do Ultramar e as Forças Armadas, influenciando assim amplamente a heráldica portuguesa do século XX.
Mesmo depois do fim do Estado Novo e do seu regime corporativista, muitas das organizações profissionais portuguesas - ou antigos organismos corporativos - que adquiriram novos estatutos continuaram a adotar símbolos baseados nos antigos modelos de armas corporativas.

#### Heráldica das santas casas da misericórdia
Outras das corporações portuguesas que fazem uso significativo da heráldica são as tradicionais santas casas da misericórdia, fundadas em   1498 pela rainha D. Leonor.

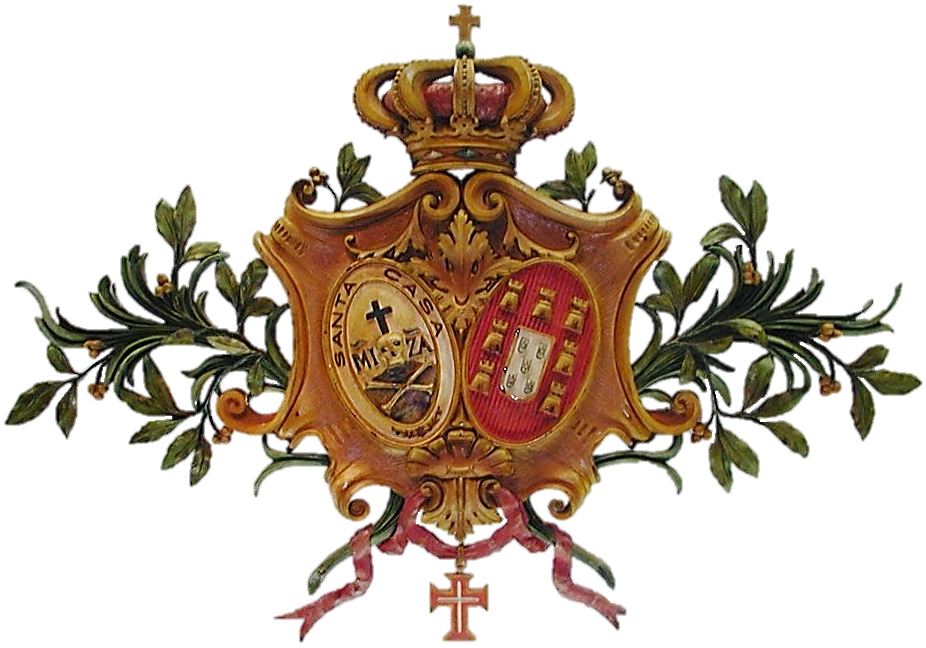
Armas da Santa Casa da Misericórdia de Lisboa.

O modelo tradicional de armas usado pelas misericórdias consiste em dois escudos representados em cortesia heráldica,  normalmente o da dextra contendo a simbologia particular da instituição e o da sinistra sendo o escudo de Portugal. O escudo com a simbologia da misericórdia inclui normalmente os atributos desta, sendo os mais comuns a cruz (representando Deus e a assistência aos doentes em vida), a caveira e ossos cruzados (representando o conforto espiritual dado na morte) e a legenda "MIZA" (antiga abreviatura de "misericórdia"). Também ocorre frequentemente a representação da figura alegórica da misericórdia, de Nossa Senhora e de vários santos. Os dois escudos são usualmente representados de formato oval, assentes numa tarja, acompanhados por ramos de oliveira, tudo coroado por uma coroa real (simbolizando o patronato real sobre as misericórdias desde a sua fundação). Em alguns casos, é representado um único escudo partido, com simbologia da misericórdia na partição I e s armas de Portugal em II e em outros são representadas as armas municipais da localidade em vez das de Portugal. 
Depois da implantação da república em 1910, algumas misericórdias adotaram armas com uma simbologia mais republicana e menos monárquica, eliminando a coroa real e colocando os dois escudos assentes na esfera armilar das armas da República.
No final da década de 1920, o heraldista Afonso de Ornelas desenvolveu e propôs um modelo de armas e outros símbolos heráldicos para uso das misericórdias. Este modelo foi adotado pontualmente por algumas delas, mas não se generalizou.
Já na década de 1990, foi a vez do heraldista José Bénard Guedes propor um novo modelo de heráldica, o qual teve uma aceitação mais alargada e foi adotado por um número mais significativo de misericórdias, bem como pela própria União das Misericórdias Portuguesas. Segundo este modelo, as armas de uma misericórdia deverão ser constituídas por um escudo de ponta redonda sobre o qual assenta uma coroa mariana e por baixo um listel com a designação da instituição. Existiria uma maior heterogeneidade de figuras a colocar no escudo, sendo que o camaroeiro (empresa heráldica de D. Leonor) seria uma das mais comuns. A bandeira heráldica de cada misericórdia teria um campo de prata, com um sautor de azul (inspirado no timbre das armas de família de frei Miguel Contreiras, mítico criador das misericórdias), uma bordadura da principal cor das armas, com os cantões do principal metal carregados com a abreviatura "MIZA" o I e o IV e com outras figuras o II e o III.

#### Símbolos heráldicos de outras instituições
O prestígio da heráldica fez com que outras instituições adotassem símbolos heráldicos no final do século XX e já no século XXI.
Durante o final da década de 1920, Afonso de Ornelas desenvolve também um modelo de símbolos heráldicos para os bombeiros de Portugal. Cada corpo de bombeiros teria um emblema constituído por uma fénix saindo de labaredas vermelhas - que formariam um círculo juntando-se no cimo -  e segurando nas garras as armas do respetivo município. A cor da fénix indicaria o tipo de bombeiros, sendo de ouro para os municipais e de prata para os voluntários. Se numa localidade existissem dois ou mais corpos de bombeiros voluntários, cada qual teria a fénix de um malte distinto (prata, vermelho, azul, verde, preto e púrpura), que nunca seria o ouro. O estandarte de cada corpo de bombeiros teria o campo idêntico ao do estandarte do respetivo município, tendo ao centro o emblema da instituição, tendo inscrita a designação desta no círculo de labaredas. Entretanto, o modelo de emblema que se generalizou entre a maioria dos corpos de bombeiros voluntários consiste numa fénix de ouro, sainte de labaredas e segurando nas garras as armas da autarquia local sobrepostas a dois machados cruzados. O emblema nacional dos bombeiros voluntários contém o escudo de Portugal em vez das armas de uma autarquia local. Por sua vez, o emblema com a fénix não foi adotado pelos bombeiros municipais e sapadores, os quais usam um emblema composto pelas armas do respetivo município assentes sobre dois machados cruzados e uma tocha em pala. 
Algumas instituições de ensino também adotaram símbolos heráldicos. O uso deste tipo de símbolos é tradicional nas universidades e outras instituições de ensino do mundo anglo-saxónico e de outras geografias, mas não nas portuguesas. Estas tradicionalmente serviam-se dos próprios selos para usar como insígnias, os quais continham geralmente imagens alegóricas. Contudo, a partir da década de 1970, algumas das novas universidades e institutos politécnicos então criados optaram por adotar brasões de armas. Mais tarde, algumas destas abandonaram o seu uso em detrimento da opção pelo uso de logotipos do tipo comercial.

### Heráldica militar
A heráldica militar constitui um ramo recente da heráldica portuguesa, cobrindo a simbologia usada pelas Forças Armadas Portuguesas e também a usada por várias forças e serviços de segurança, incluindo as de natureza não militar. Apesar de recente, tornou-se num dos ramos mais desenvolvidos e florescentes da heráldica em Portugal.

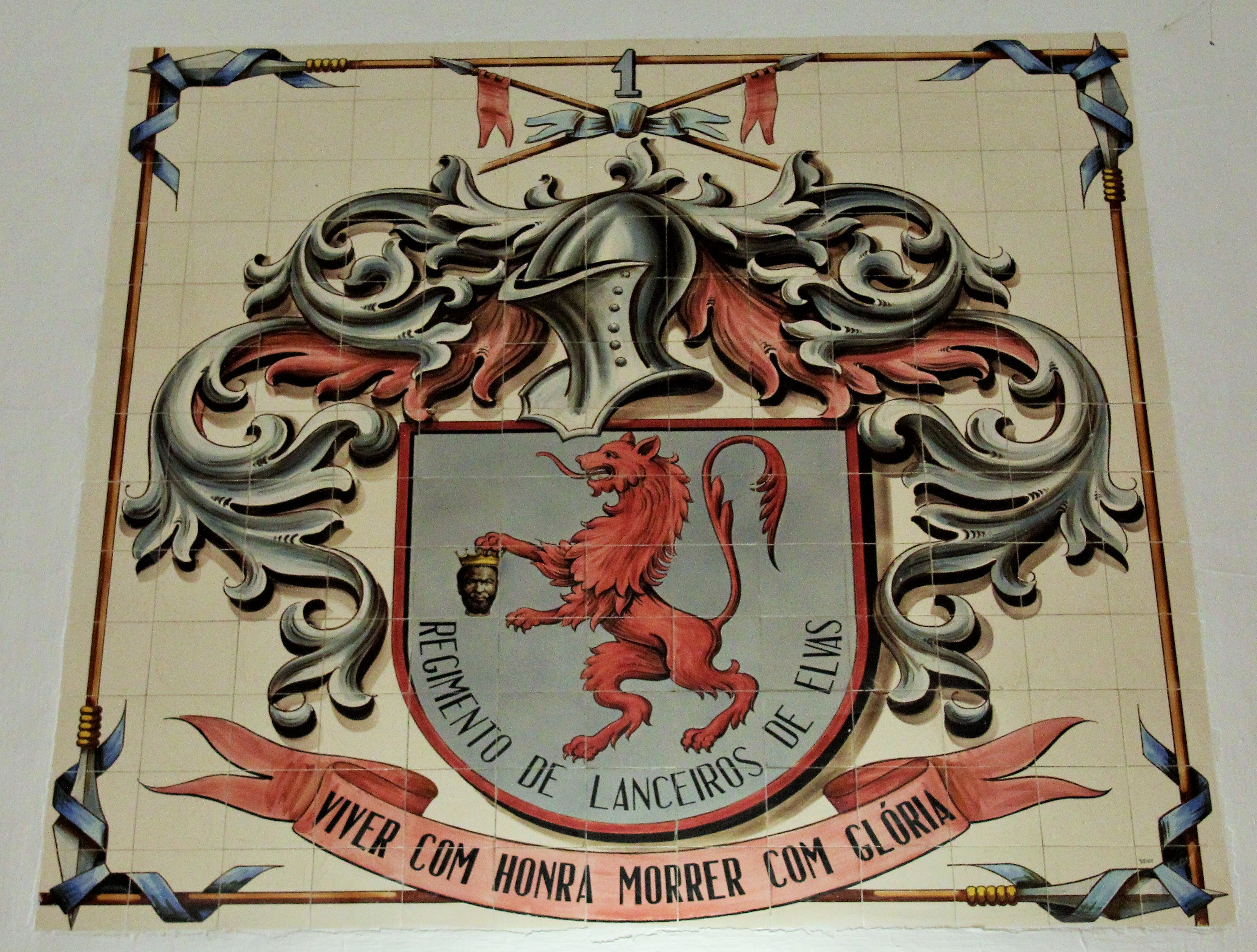
Painel de azulejos com as armas do antigo Regimento de Lanceiros n.º 1 (Elvas), ordenadas com base na proposta do Instituto Português de Heráldica de 1953.

Até meados do século XX, não existia uma tradição heráldica militar portuguesa. As forças militares não usavam armas privativas, fazendo apenas uso das armas de Portugal, por vezes acrescentadas com armas, bandeiras e outros motivos de inspiração marcial como ornatos exteriores. O próprio uso de emblemas ou lemas privativos de unidades militares - comum em outros países - era raro em Portugal. Ainda assim, existia um sistema de emblemas gerais para cada arma, serviço ou especialidade para uso em uniformes que, encimados pelo número ou monograma de uma unidade, identificavam a mesma. 
A partir do final da década de 1920, o Exército Português iniciou um processo de reviver as tradições históricas e reforço de identidade das suas unidades. Como parte desse processo, nas bandeiras regimentais de certas unidades foram inscritas legendas e divisas relacionadas com a sua história e tradições, foram estabelecidos novos modelos de guiões com emblemática proto-heráldica e foi definida uma genealogia histórica das várias unidades (que influenciaria os seus futuros brasões). 
Na transição da década de 1940 para de 1950, foram estabelecidos distintivos para as diversas unidades do Exército. Apesar da maioria destes distintivos terem a forma de escudos, apresentavam ordenamentos não heráldicos. Em 1953, o Instituto Português de Heráldica propõe um sistema de regras a adotar para os brasões do Exército, de modo a que cumpram as regras da heráldica. Apesar de não ter sido oficialmente adotado, são estabelecidas armas para algumas unidades baseadas no mesmo. Em 1964 e sob a influência do heraldista F.P de Almeida Langhans, o Exército começou a implementar experimentalmente um regulamento de heráldica e simbologia, que estabelecia novas regras de ordenamento para as armas e bandeiras heráldicas das suas unidades. Esta regulamentação tornou-se oficial em 1969.
A qualidade do sistema de heráldica do Exército inspirou os outros ramos das Forças Armadas e as forças de segurança a adotarem sistemas semelhantes, desenvolvidos frequentemente com a assessoria do Gabinete de Heráldica do Exército. Para além disso, influenciou também a heráldica de algumas instituições civis e das forças armadas de alguns países estrangeiros.

#### Heráldica do Exército
O Exército Português foi o percursor na introdução da heráldica militar em Portugal. Depois do estabelecimento de uma proto-heráldica na forma de distintivos para as diversas unidades militares no final da década de 1940, foram criados brasões heráldicos para algumas unidades durante a década de 1950, segundo diretrizes do Instituto Português de Heráldica (IPH). Em 1969, são oficializadas as normas de heráldica e regulamento de simbologia do Exército. Este foi substituído por um novo regulamento em 1987.

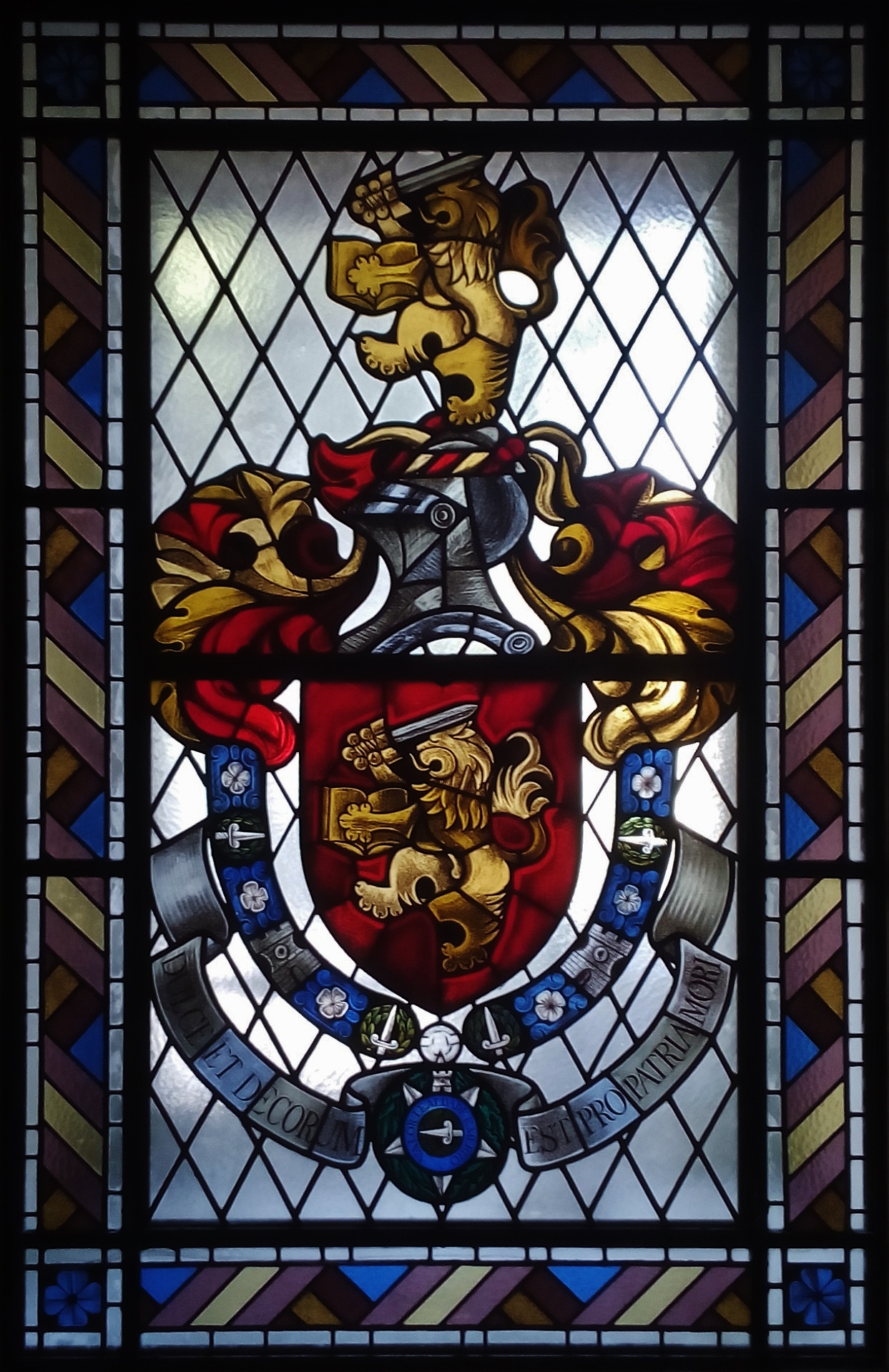
Vitral com as armas da Academia Militar.

As diretrizes para a heráldica do Exército propostas em 1953 pelo IPH previam que as armas das unidades e outros organismos seriam compostas por um escudo de ponta redonda, tendo sob o escudo um listel com o lema, sobre o escudo tendo um elmo fechado de perfil, virol e paquife dos esmaltes do escudo e um timbre que identificaria a arma ou serviço a que o detentor das armas pertenceria. Como modelos de timbres foram propostos bestas cruzadas para a infantaria, espadas medievais cruzadas para a cavalaria, uma granada flamejante para a artilharia e uma torre para a engenharia. A maioria das armas ordenadas acabou contudo por ter como timbre o emblema da cobertura de cabeça dos uniformes usados pelos militares da respetiva unidade (normalmente constituído pelo emblema da arma encimado pelo número ou sigla da unidade), em detrimento dos modelos propostos pelo IPH. No final da década de 1950 foram também estabelecidas diretrizes para os guiões das unidades do Exército, que indicavam que os mesmos seriam quadrados com 70 cm de lado (45 cm para os guiões das subunidades autorizadas), ordenados como a quadratura das armas das unidades, com uma bordadura dentelada e contradentelada cujos esmaltes indicariam o tipo da unidade e que seriam o negro e vermelho para a infantaria, o negro e verde para os caçadores, o vermelho e branco para as metralhadoras, o vermelho para a artilharia, o vermelho e amarelo para a cavalaria e o negro e amarelo para a engenharia. Os guiões da maioria das unidades mobilizadas e empenhadas na Guerra do Ultramar enquadravam-se neste modelo, havendo no entanto muitas exceções. Entretanto o azul e branco foi usado pelas unidades de transmissões e de reconhecimento das transmissões, o azul e amarelo pelas de administração militar, o azul e vermelho pelas de material e do serviço postal militar e o negro e vermelho (as mesmas cores das unidades de infantaria) pelas de transportes.
Apesar das diretrizes, não chegou a ser criada um regulamento para a heráldica do Exército, a qual continuava a ser inconsistente. Sob a influência do heraldista F. P. Almeida Langhans, com a participação do ilustrador João Paulo de Abreu e Lima e sob a direção do heraldista José de Campos e Sousa foi então revista a heráldica do Exército e criada uma regulamentação provisória da mesma. Pretendia-se que esta regulamentação enquadrasse toda a heráldica das Forças Armadas - e não só do Exército - o que nunca veio a acontecer. O próprio Exército e cada organismo independente teria um brasão de armas cujo escudo padrão seria agora de formato ogival (dito "clássico"), sob o mesmo um listel com o mote, encimado por um elmo a três quartos, virol e paquifes. Opcionalmente, poderia também incluir tenentes ou suportes assentes em terrados, bem como um listel encimando o timbre com o grito de guerra, condecorações e troféus. Estava previsto um modelo específico de coronel para encimar o escudo (coronel mural de cinco torres aparentes, intercaladas por pelouros), bem como insígnias para determinados postos, cargos e comandos, as quais se colocariam sotopostas ao escudo ou acompanhando o mesmo. O regulamento previa também as bandeiras a usar pelo Exército, incluindo um novo modelo de estandarte nacional, quadrado com 1,25 m de lado, no qual as armas nacionais apareciam reinterpretadas num estilo modernista e ocupando praticamente todo o pano. Para além do estandarte nacional, existiriam galhardetes (bandeiras identificativas de generais e membros do Governo), estandartes (bandeiras heráldicas de regimentos ou de outras unidades independentes), guiões de mérito (bandeiras de companhias e pelotões condecorados com a cruz de guerra de 1ª classe ou superior), guiões (bandeiras de batalhões ou equivalentes) e flâmulas (bandeiras de companhias ou equivalentes). Cada estandarte seria quadrado com um 1 m de lado, com um ordenamento inspirado nas bandeiras militares portuguesas da época da Guerra Peninsular (um esquartelado ou gironado, com uma bordadura com os esmaltes retirados das armas, tendo ao centro o escudo do detentor rodeado por um listel com a sua denominação). Os guiões (bandeiras quadradas) e as fâmulas (bandeiras triangulares) conteriam também as armas e cores heráldicas da unidades. Ao contrário do que acontecia até então, nem as armas nem as bandeiras continham atributos que identificassem o tipo da unidade. A base desta regulamentação serviu como base para portaria do Ministério do Exército de 1969 que passou a definir oficialmente as Normas de Heráldica e o Regulamento de Simbologia do Exército.
As armas do próprio Exército foram ordenadas como escudo de vermelho, um leão rampante de ouro, segurando uma espada antiga de prata, empunhada de ouro, tendo como timbre a figura do escudo.

Armas do Regimento de Paraquedistas (antiga Escola de Tropas Aerotransportadas).

A heráldica do Exército foi novamente reformada em 1987, com a publicação de um novo regulamento oficial. O novo regulamento não trouxe alterações significativas ao modelo de armas propriamente ditas, destacando-se no entanto por introduzir um modelo de emblema constituído por um escudo redondo das armas do detentor, rodeado à dextra por um ramo de louros e à sinistra por um ramo de carvalho e encimado pelo coronel do Exército. A grande mudança verificou-se sim na vexilologia, com a introdução de novos modelos de bandeiras e a alteração da designação de algumas. Os estandartes das unidades independentes passaram a ordenados como a quadratura do escudo do detentor, sendo as suas dimensões reduzidas para 75 cm de lado. As bandeiras dos batalhões incorporados ou equivalentes passaram também a designar-se "estandartes", quebrando com a tradição de os designar "guiões", sendo ordenados como a quadratura do escudo da unidade, rodeado por uma bordadura do metal principal daquele, com os ângulos de uma cor ou forro, que identifica o detentor dentro da sua unidade. As flâmulas passaram a ter o formato retangular e farpado, tendo um quadrado com o estandarte da unidade de que depende o detentor junto à haste e as pontas de uma cor que identifica este dentro daquela. Deixaram de ser previstos guiões de mérito, mas passaram a ser previstas bandeiras de arvorar das unidades independentes, que seriam quadradas, de dimensão adequada ao local e ordenadas como o respetivo estandarte.
A autoridade heráldica do Exército é o Gabinete de Heráldica atualmente integrado na Direção de Cultura e História Militar. O Gabinete de Heráldica do Exército foi criado em 1965, sucedendo ao Centro de Estudos de Heráldica criado em 1958, o qual seria transformado em Secção de Heráldica em 1960.

#### Heráldica naval
Na heráldica naval portuguesa inclui-se a heráldica da Marinha, da Autoridade Marítima Nacional e de eventualmente outros organismos de âmbito naval. A mesma está sob a autoridade do Gabinete de Heráldica Naval, dependente do Estado-Maior da Armada e regulada pelo Regulamento de Heráldica da Marinha de 2010, o qual substituiu o anterior de 1972.

Armas da Marinha Portuguesa

Anteriormente a 1972, já eram usados brasões de armas por algumas unidades navais. Estes eram frequentemente colocados em escudetes de madeira conhecidos como "crestas", destinados a oferta como recordação das unidades. O seu uso era contudo inconsistente e não estavam definidas regras específicas para o seu ordenamento. Em 1969, foi reformulado o modelo dos guiões a serem usados pelas unidades da Armada, já se prevendo que as mesmas tivessem brasões cuja quadratura constituiria o centro daqueles. Em 1972, foi finalmente estabelecida uma regulamentação da heráldica da Armada, a qual, com alguns ajustes feitos em 2010, é a base da atual heráldica naval.
A heráldica naval tem bastantes semelhanças com a heráldica do Exército oficializada em 1969. Tem no entanto algumas características distintas, incluindo o uso do escudo de ponta redonda (e não de ponta ogival), a existência de armas pessoais para os chefes de algumas unidades e órgãos e a possibilidade das armas receberem acrescentamentos de honra. A vexilologia heráldica é semelhante à vexilologia em vigor para o Exército entre 1969 e 1987, mas para os desenhos dos campos dos estandartes foram escolhidos padrões geométricos inspirados em antigas bandeiras marítimas portuguesas.
As armas previstas para as unidades e organismos navais consistem em regra num escudo de ponta redonda encimado por uma coroa naval. Sob o escudo é colocado um listel com o mote ou com a designação do detentor. Sobre a coroa naval pode ser colocado outro listel com o grito de guerra da unidade ou organismo. As armas podem ainda incluir condecorações, troféus, tenentes, suportes e os respetivos terrados ou pedestais. As armas podem ser constituídas como emblema, neste caso constituídas por um escudo redondo rodeado de ramos de louro e encimado pela coroa naval. As armas podem ter, como acrescentamentos de honra, elementos das armas de Portugal (um castelo de ouro, uma quina ou um escudete com as cinco quinas).
Os oficiais generais têm o direito ao uso de armas pessoais, que são as da unidade ou organismo sob o seu comando ou direção, mas tendo o escudo encimado por um elmo, virol, paquife e timbre, em vez da coroa naval. Sotoposta ao escudo é colocada a insígnia correspondente ao posto do oficial, que consiste em duas âncoras de prata em sautor, cada qual carregada com duas quinas no cepo, para os almirantes, as mesmas âncoras sem as quinas para os vice-almirantes, uma só âncora em pala para os contra-almirantes e comodoros (este tendo além disso uma brica carregada com uma âncora no cantão dextro do escudo).

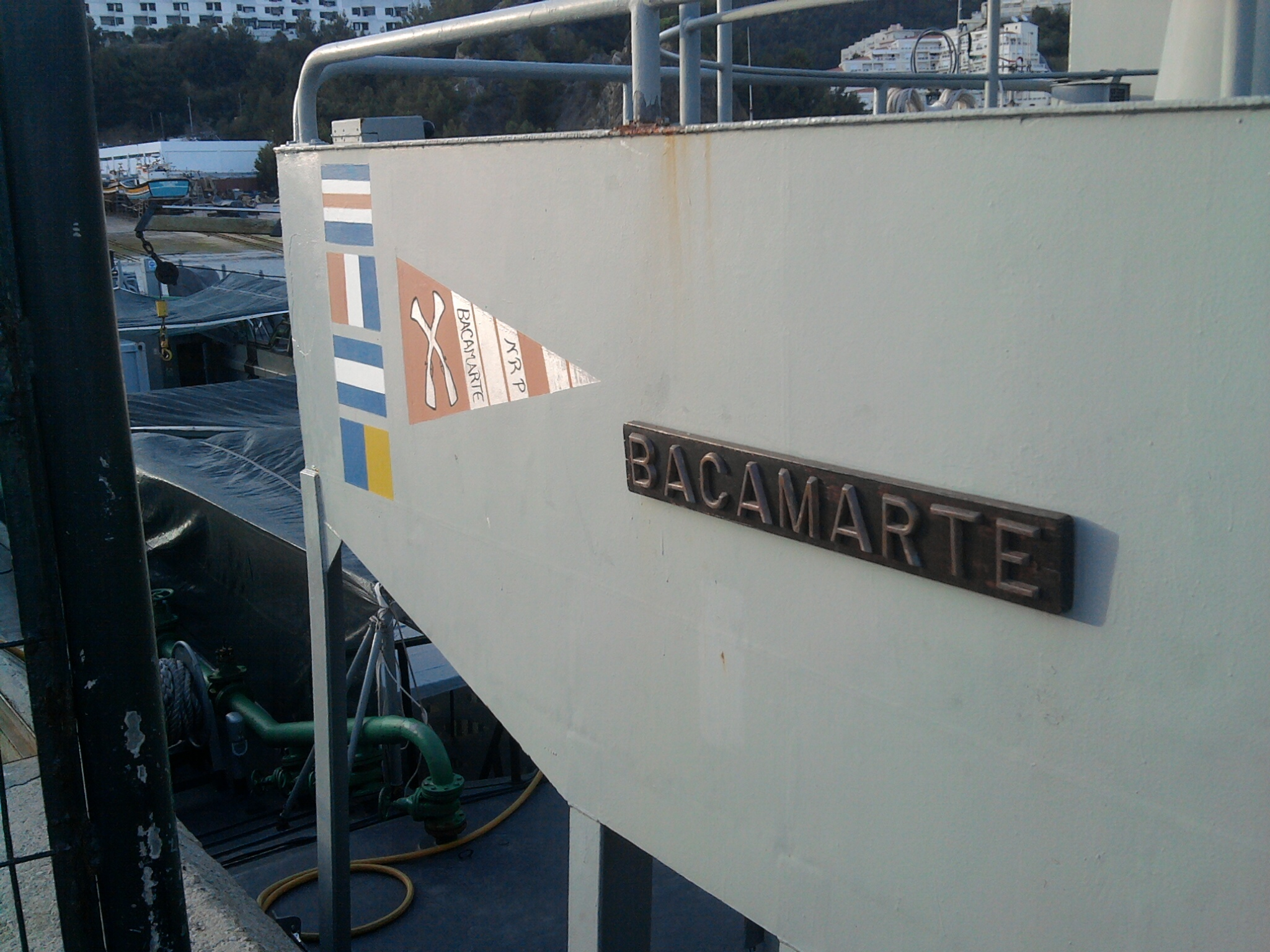
Flâmula heráldica do antigo NRP Bacamarte pintada na lateral da ponte do navio.

As armas da Marinha propriamente dita consistem num escudo de azul com um delfim heráldico de prata, encimado por uma coroa naval de ouro, sobre a mesma um listel com o grito de guerra "São Jorge" e sob o escudo outro listel com o mote "Talant de bien faire".
Existe o costume de atribuir aos navios armas cujos escudos têm o mesmo ordenamento das armas pessoais ou familiares dos respetivos patronos. Um bom exemplo é o caso das três fragatas da classe Vasco da Gama (NRP Vasco da Gama, NRP Álvares Cabral e NRP Corte Real), cujos escudos das armas são idênticos, respetivamente, aos escudos das armas de Vasco da Gama, da família Cabral e da família Corte Real.
As bandeiras heráldicas usadas pela Marinha consistem em estandartes heráldicos, em guiões e em flâmulas heráldicas (que não devem ser confundidas com as flâmulas nacionais içadas nos mastros principais dos navios de guerra). Os estandartes heráldicos são bandeiras quadradas com 1 m de lado, cujo campo pode ser ocupado por vários ordenamentos inspirados em antigas bandeiras marítimas, tendo ao centro o escudo do detentor rodeado por um listel circular com a designação do mesmo. Os guiões são também bandeiras quadradas, mas com 80 cm de lado, com o campo ocupado pela quadratura do emblema heráldico do detentor e uma bordadura. As flâmulas heráldicas são bandeiras triangulares com o campo dividido em três partes por um listel em banda contendo o nome da unidade e carregado com os emblemas heráldicos daquela.

#### Heráldica da Força Aérea
O atual sistema de heráldica da Força Aérea Portuguesa foi provisoriamente introduzido em 1978 e oficializado em 1985, baseando-se no modelo heráldico que vigorou no Exército entre 1969 e 1987. O Arquivo Histórico da Força Aérea serve autoridade heráldica para este ramo das Forças Armadas.

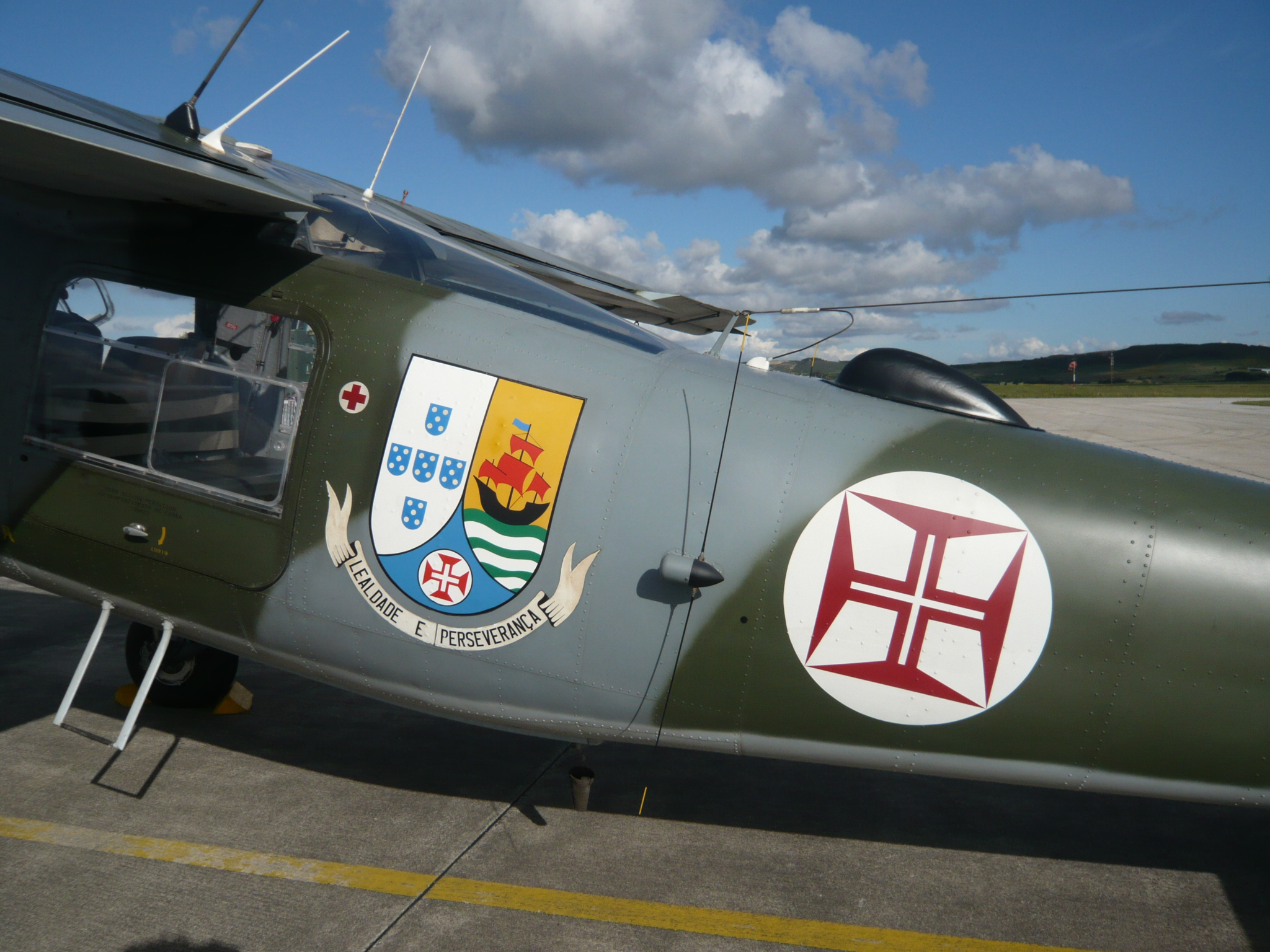
Escudo da antiga Base Aérea n.º 10 (Beira, Moçambique) segundo o modelo de 1960, pintado ao lado da cruz de Cristo na lateral de um avião Dornier Do-27.

Em 1960, Força Aérea já havia sido o primeiro ramo das Forças Armadas a estabelecer uma regulamentação legal da sua vexilologia, no âmbito da qual foram também definidos as armas das suas várias unidades. Estas eram constituídas por um escudo de ponta redonda e sob o mesmo um listel com o mote da unidade. A maioria dos escudos tinha um ordenamento contendo elementos modernistas que, apesar de estilizados, eram pouco tradicionais na heráldica. Alguns escudos apresentavam motivos naturalistas e esmaltes não heráldicos. As armas da própria Força Aérea eram ordenadas como escudo de Portugal (de ponta redonda), encimado por uma esfera armilar de ouro, onde assenta uma águia do mesmo levantando voo, sainte da esfera um paquife de azul celeste e prata e sob o escudo um listel com o mote "Ex mero moto" ("do mero movimento" em latim).
De acordo com o regulamento de 1985, as armas em uso na Força Aérea consistem geralmente num escudo de ponta ogival encimado por um coronel aeronáutico e tendo por baixo um listel com o mote da unidade ou organismo. Os comandantes ou diretores usam as armas das respetivas unidades ou organismos, mas em vez do coronel aeronáutico o escudo é encimado por um elmo, virol, paquife e timbre. As armas podem conter elementos exteriores adicionais, como insígnias, condecorações, tenentes, suportes, terrados e troféus. Para utilização como emblema, o escudo poderá ser redondo, circundado à direita por uma coroa de louros e à esquerda por uma coroa de carvalho, sendo encimado pelo coronel aeronáutico e pelo timbre. O coronel aeronáutico ou da Força Aérea é uma variação da coroa astral heráldica, no qual pares de asas alternam com a cruz de Cristo (insígnia aeronáutica militar de Portugal)

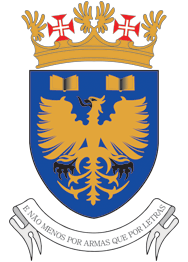
Armas da Academia da Força Aérea.

As armas da Força Aérea propriamente dita estão ordenadas como campo de azul, uma águia estendida de ouro, armada, bicada e lampassada de vermelho, coronel aeronáutico e  listel com o mote "Ex mero moto". Quando são representadas na forma de armas completas, as armas da Força Aérea contêm também os seguintes elementos exteriores adicionais: timbre (asa de ouro, carregada com a cruz de Cristo), virol (de azul e ouro), suportes (um leão de vermelho à destra, segurando uma bandeira armorial do Estado-Maior General das Forças Armadas e um delfim de negro à sinistra, segurando uma bandeira armorial da Força Aérea) e terrado (montanhas de verde à destra e ondado do mesmo à sinistra).
As bandeiras heráldicas da Força Aérea são os galhardetes (distintivos de oficiais generais), os estandartes, os guiões de mérito, os guiões e as flâmulas. Os galhardetes constituem normalmente a quadratura das armas do órgão chefiado pelo oficial general. O guião de mérito consiste numa bandeira quadrada, com 75 cm de lado, com o campo azul, uma águia espalhada de ouro e uma bordadura de ouro com uma palma de verde em cada flanco. Os estandartes, guiões e flâmulas têm os mesmos ordenamentos que os previstos para as mesmas bandeiras no Regulamento de Heráldica do Exército de 1969. 
As aeronaves da Força Aérea Portuguesa usam como insígnia de nacionalidade (conhecida como "cocar") a cruz da Ordem de Cristo, emblema de origem heráldica. Esta insígnia é usada também nas aeronaves de outros ramos das Forças Armadas, nomeadamente nos helicópteros da Marinha.

#### Heráldica da Defesa Nacional e dos órgãos conjuntos da Forças Armadas
A heráldica da Defesa Nacional e dos órgãos conjuntos das Forças Armadas inclui a heráldica usada pelo ministro da Defesa Nacional, pelo Estado-Maior-General das Forças Armadas (EMGFA) e pelos órgãos diretamente dependentes de ambos. 

Estandarte do ministro da Defesa Nacional

Na década de 1950 e início da de 1960, foram criadas insígnias militares - sob a forma de estandartes heráldicos - para os altos cargos da Defesa Nacional e das Forças Armadas, incluindo a do presidente do Conselho de Ministros (por inerência, presidente do Conselho Superior de Defesa Nacional), do ministro da Defesa Nacional, do chefe do Estado-Maior-General das Forças Armadas (CEMGFA), dos comandantes-chefes das províncias ultramarinas e do presidente do Supremo Tribunal Militar. Foram também criadas armas para a Defesa Nacional, ordenadas como o escudo de Portugal encimado por um elmo, virol e paquife, tendo como timbre uma serpe e sob o escudo um listel com o mote "Os Portugueses somos do Ocidente". 

Quando do desenvolvimento do que viria a ser o regulamento de heráldica do Exército na década de 1960, pretendia-se que o mesmo abrangesse também os outros ramos, criando-se assim um único sistema de heráldica comum para todas as Forças Armadas. Contudo, os vários ramos das Forças Armadas acabaram por não entrar em consenso, com cada um deles e o próprio EMGFA a desenvolverem cada qual o seu sistema.
Em 1977, foi estabelecida a simbologia heráldica do EMGFA, sendo também remodelada a do CEMGFA, seguindo os padrões heráldicos na altura em vigor para o Exército e para a Armada. As armas do EMGFA foram ordenadas como um escudo de azul, com um leão-marinho alado de ouro, animado, lampassado e armado de vermelho, segurando na garra dextra uma espada antiga, laminada e prata e empunhada de ouro, o escudo encimado por um coronel específico do EMGFA (de ouro, com cinco pelouros aparentes) e tendo como timbre o leão-marinho alado do escudo nascente, sob o escudo um listel com o mote "Que quem quis sempre pôde". As armas pessoais do CEMGFA consistiam nas armas do EMGFA, mas com o coronel substituído por um elmo encimado pelo timbre do EMGFA. O escudo representado seria de ponta redonda. As armas posteriormente criadas para outros órgãos conjuntos das Forças Armadas, dependentes do EMGFA, seguiam o mesmo modelo. Em 2020, foi aprovado um Regulamento de Heráldica do Estado-Maior General das Forças Armadas, que passou a definir o sistema de heráldica em vigor para o EMGFA e órgãos dependentes do mesmo.
Em 1979, foram também estabelecidas oficialmente armas para o ministro da Defesa Nacional, as quais substituíram as armas usadas na década de 1960, mas que nunca haviam sido oficializadas. As mesmas foram ordenadas de forma semelhante às armas anteriores, mas o escudo deixou de ser o de Portugal e passou a ser ordenado como uma quina (de azul, cinco besantes de prata postos em sautor). Manteve-se o elmo, o virol e o paquife de azul e prata, o timbre (um dragão ou serpe sainte de prata) e, sob o escudo, o listel com o mote "Os Portugueses somos do Ocidente". O escudo seria de ponta redonda. O novo ordenamento do escudo do ministro da Defesa Nacional passou assim a ser idêntico ao ordenamento do campo do estandarte do mesmo usado desde a década de 1950. Posteriormente, foram criados símbolos heráldicos para outros organismos dependentes do ministro da Defesa Nacional, que em geral seguem o mesmo modelo.

#### Heráldica da Guarda Nacional Republicana e antiga Guarda Fiscal

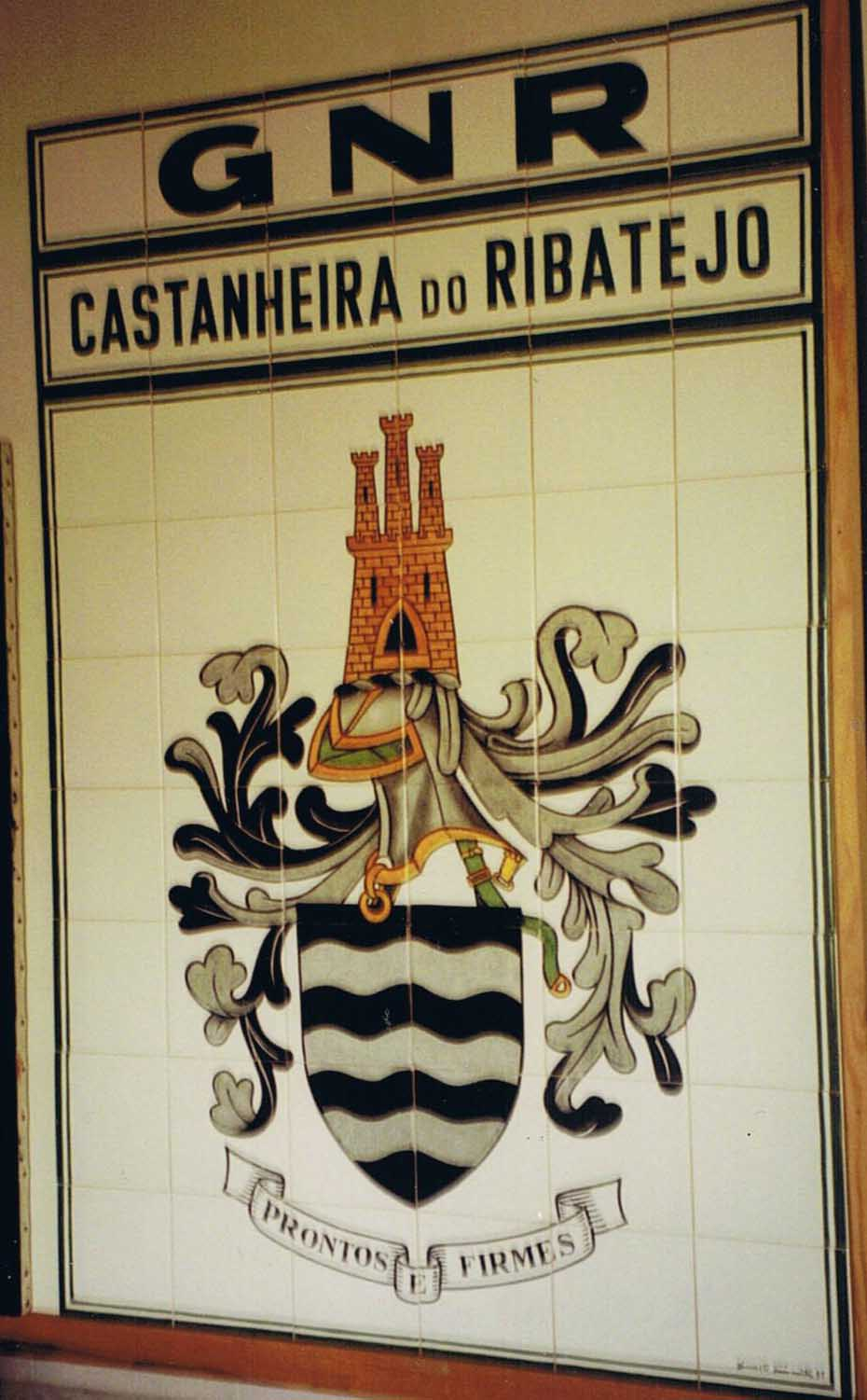
Armas do Comando Territorial de Lisboa num painel de azulejos no posto da GNR de Castanheira do Ribatejo.

A Guarda Nacional Republicana (GNR) começou a implementar um sistema de heráldica na década de 1970, com a assessoria do Gabinete de Heráldica do Exército e seguindo de perto o modelo de heráldica deste ramo das Forças Armadas. Em 1958, a GNR já havia adotado um brasão de armas, mas este não obedecia às regras da heráldica e teve um uso limitado. Em 1973, foram aprovadas oficialmente as armas da GNR, ordenadas como de verde, uma espada antiga com lâmina de prata e empunhada de ouro posta em pala, acompanhada à dextra e sinistra por dois dragões de ouro, animados, armados e lampassados de vermelho, tendo no peito as cinco quinas, o escudo rodeado pelo colar da Ordem da Torre e Espada, encimado por um elmo, virol e paquife de verde e ouro, timbre um dos dragões do escudo sainte e sob o escudo um listel com o mote "Pela lei e pela grei". No final da década de 1970, foram aprovadas as armas para as diversas unidades da GNR. As armas e as bandeiras heráldicas seguiam as normas definidas pelo Regulamento de Heráldica do Exército de 1970. Entretanto, as armas das diversas unidades e da própria GNR foram reformadas durante a década de 1980.
A alteração da regulamentação heráldica do Exército em 1987, levou a que a GNR alterasse também a sua heráldica. O novo regulamento não trouxe alterações substanciais ao modelo de brasões de armas em uso, mas trouxe uma mudança radical do modelo de bandeiras heráldicas. Em geral, as novas unidades da GNR - especialmente as constituídas a título eventual para participar em missões internacionais - receberam bandeiras heráldicas já de acordo com o novo modelo do Exército, enquanto que as unidades existentes mantiveram as bandeiras anteriores. 
Em 2020, foi publicado o Regulamento de Heráldica e Simbologia da Guarda Nacional Republicana, passando assim a GNR a ter o seu próprio regulamento privativo. Este regulamento segue de perto o regulamento de 1987 do Exército, apenas com algumas diferenças de pormenor. Assim, a GNR manteve a tradicional designação "guião" para as bandeiras heráldicas das unidades de escalão batalhão, ao contrário do Exército. A GNR também manteve o modelo triangular de flâmulas heráldicas das embarcações da Unidade de Controlo Costeiro (o mesmo formato das flâmulas heráldicas em uso na Marinha), conquanto tenha adotado flâmulas de formato retangular e batente farpado para as unidades de terrestres de escalão companhia.
A antiga Guarda Fiscal (1885-1993) fez também uso da heráldica até à sua extinção como instituição independente e integração na GNR. Em 1965, foram introduzidos guiões do tipo heráldico para as suas unidades. Em 1980, foi criado o brasão de armas da Guarda Fiscal, ordenado como escudo de azul, com uma estrela de dezasseis pontas de ouro, elmo, virol e paquife de azul e ouro, como timbre um grifo sainte de ouro, animado, lampassado e armado de vermelho, segurando na garra dextra uma trompa de ouro, sob o escudo um listel com o mote "Pela Pátria e pela Lei". Durante a década de 1980, foram também estabelecidas armas para as diversas unidades da Guarda Fiscal, as quais seguindo genericamente o modelo de heráldica do Exército. O brasão da Guarda Fiscal seria alterado em 1986, com o acrescento do colar da Ordem da Torre e Espada. Com a alteração do mote para "Ubique et semper vigilantes" (Em todo o lado e sempre vigilantes) e outras de pormenor, estas armas passaram a ser as da Brigada Fiscal e posteriormente da atual Unidade de Ação Fiscal, sucessoras da antiga Guarda Fiscal no seio da GNR.

#### Heráldica da Polícia de Segurança Pública
No início da década de 1980, a Polícia de Segurança Pública (PSP) implementou um sistema de heráldica inspirado no modelo de heráldica militar.

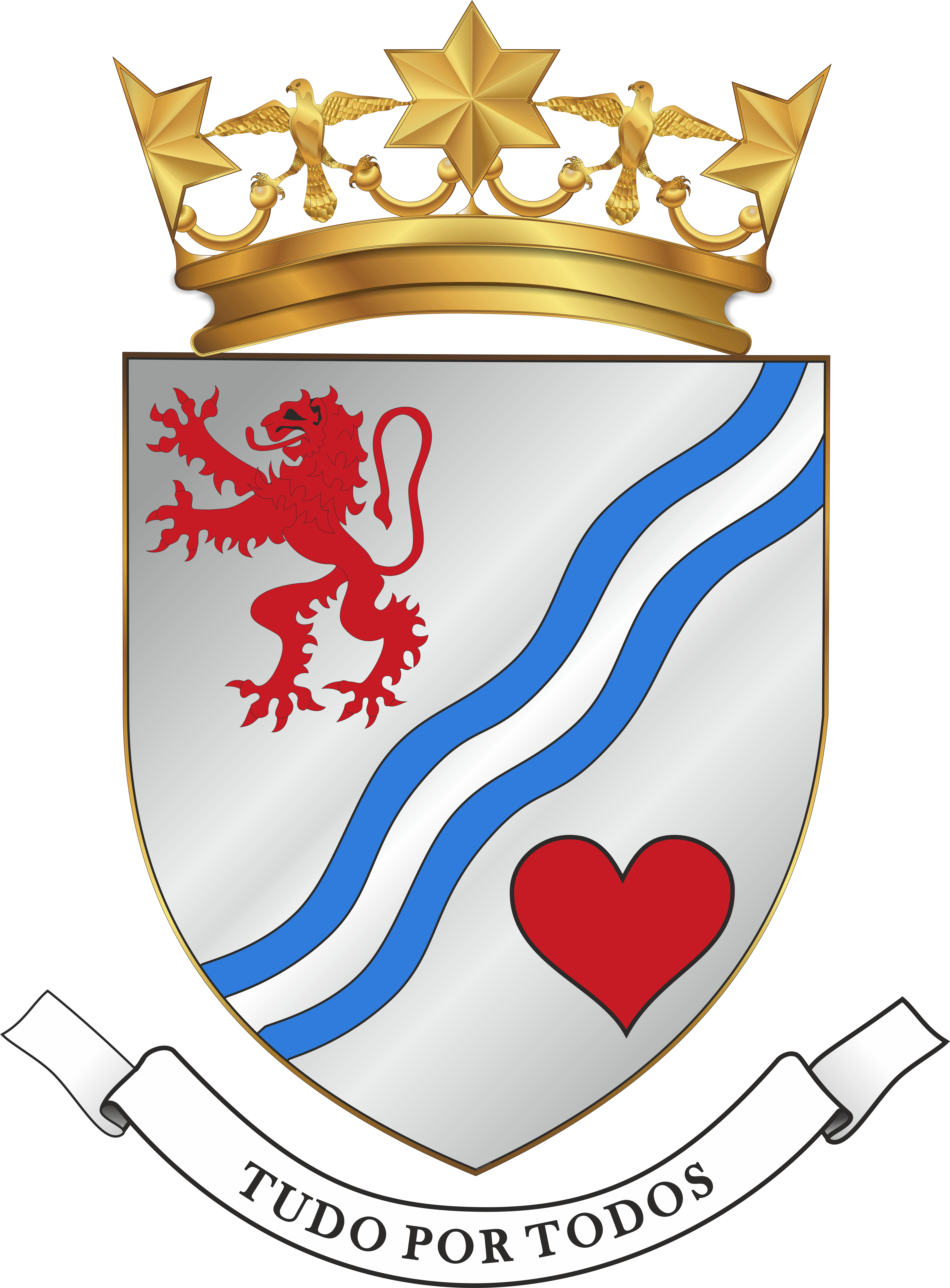
Armas do Comando Metropolitano do Porto da PSP.

Como percursor deste sistema, a PSP tinha estabelecido a partir de 1958, guiões do tipo heráldico para os seus comandos de distrito. Estes guiões tinham um modelo de ordenamento adotado por várias forças de segurança, que consistia no campo idêntico ao da bandeira municipal da sede do comando, sobre o qual assentava o emblema da PSP (estrela de seis pontas, com as armas de Portugal ao centro) e em volta uma bordadura. O próprio comando-geral da PSP teve o seu guião estabelecido em 1962, segundo um modelo semelhante aos dos comandos distritais.
Em 1982, foram aprovadas as armas da PSP, ordenadas como de azul, uma estrela de cinco pontas de prata, elmo de prata, virol e paquife de prata e de azul, como timbre um falcão voante, o escudo acompanhado pelo colar da Ordem da Torre e Espada e sob o mesmo um listel com o mote "Pela ordem e pela Pátria".
No mesmo ano, foi iniciado o processo de criação e atribuição de armas para os vários comandos e unidades da PSP, com o suporte do coronel Jorge Guerreiro, responsável pelo Gabinete de Heráldica do Exército. Foi desenhado um coronel específico da PSP que consiste num anel encimado por quatro estrelas de seis pontas (das quais três visíveis), com falcões dispostos nos intervalados das mesmas, tudo de ouro. As armas atribuídas a todos os comandos e algumas outras unidades passaram a ser assim constituídas por um escudo de ponta ogival encimado pelo coronel da PSP e tendo por baixo um listel com o mote. Os guiões de um dos comandos e unidades foram também reordenados, passando a ser a quadratura do campo do escudo das respetivas armas, com uma bordadura, contendo nos cantões a sigla da PSP e a sigla ou abreviatura da designação do titular.
Entretanto, continuou a existir alguma inconsistência na heráldica da PSP, com as armas de várias das suas unidades a não seguirem o padrão. Um exemplo são as armas estabelecidas em 2009 para a Unidade Especial de Polícia. Estas armas apenas incluem escudo e listel com o mote, não incluindo portanto o coronel privativo da PSP. Para além disso, o escudo tem um formato semelhante ao dito "francês" e não o formato ogival. Em 2015, foi também aprovado um novo estandarte heráldico para a PSP que diverge do padrão dos estandartes e guiões heráldicos então em uso. Este foi ordenado como sendo uma bandeira quadrada com 75 cm de lado, tendo um campo de azul, contendo ao centro a bordadura distintivo da PSP, encerrando uma estrela de 6 pontas tudo de ouro.

#### Heráldica de serviços de segurança
Além das Forças Armadas e de segurança, vários outros organismos e serviços de segurança adotaram símbolos inspirados na heráldica militar. 

Armas do Serviço de Informações de Segurança.

O Sistema de Informações da República Portuguesa (SIRP) e os serviços que o constituem fazem uso de brasões de armas. As armas do secretariado-geral do SIRP foram estabelecidas em 2007, sendo ordenadas como de negro, uma muralha com três portas de prata, acompanhada por duas lamparinas em chefe e uma esfera armilar no contrachefe, tudo de ouro, um elmo de prata, tendo como timbre uma fénix de prata coroada e ouro e sainte de chamas de vermelho, sob o escudo um listel com o mote "E com força e saber, que mais importa". As armas do Serviço de Informações de Segurança (SIS) são de negro, uma cabeça de águia de prata, bicada de ouro, uma bordadura de ouro com oito castelos de negro, o escudo encimado por uma coroa antiga de ouro e sob o mesmo um listel com o mote "Principiis obstare (Suster a linha da frente)". As armas do Serviço de Informações Estratégicas de Defesa (SIED) são de vermelho, uma esfera armilar de ouro, elmo de prata, tendo como timbre uma coruja de ouro, sob o escudo um listel com o mote "Adivinhar os perigos e evitallos". Os escudos usados nos três brasões de armas são de ponta redonda.
O Serviço de Estrangeiros e Fronteiras (SEF) também teve armas estabelecidas em 1989. Consistem num escudo de azul, uma esfera armilar de ouro, elmo de prata, virol e paquife de ouro e azul, tendo como timbre uma andorinha de sua cor, por baixo do escudo com listel com o mote "Sub lege, libertas (Sob a lei, liberdade)".
A Autoridade de Segurança Alimentar e Económica (ASAE) também procurou adotar símbolos heráldicos, tendo estabelecido um brasão em 2012. No entanto, este brasão foi ordenado de uma forma que ignora completamente as regras básicas da heráldica, não podendo por isso ser considerado um verdadeiro símbolo heráldico.

## Heráldica ultramarina

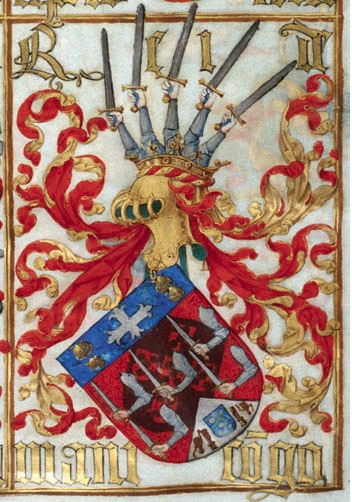
Armas do rei D. Afonso I do Congo, concedidas pelo Rei D. Manuel I de Portugal em 1528. Livro da Nobreza e Perfeição das Armas, século XVI.

A heráldica acompanhou a expansão ultramarina portuguesa desde o início do século XV, alcançando a África, a Ásia e a América. O auge da heráldica portuguesa vem a coincidir com o auge do poderio ultramarino português no século XVI.
Os monarcas portugueses foram responsáveis por conceder os que foram provavelmente os primeiros brasões de armas detidos por africanos subsaarianos. Assim, os monarcas portugueses concederam armas ao príncipe Bemoym do Império Uolofe, ao rei D. Afonso I do Congo e ao imperador de Monomotapa.
Nas principais cidades e vilas do Ultramar Português, foram sendo estabelecidas câmaras locais, segundo o modelo que já vigorava no Portugal europeu. Tais como as suas equivalentes europeias, muitas destas câmaras ultramarinas adotaram também símbolos heráldicos.
Não havendo uma tradição portuguesa de armas regionais ou supramunicipais, não foram utilizadas armas particulares nos diversos territórios ultramarinos, sendo prática o uso universal das armas de Portugal. Para além das armas de Portugal propriamente ditas, no Ultramar foram usados outros símbolos heráldicos nacionais, especialmente a cruz da Ordem de Cristo e a esfera armilar manuelina. A esfera armilar tive um uso especialmente intenso, sendo frequentemente usada em substituição das próprias armas de Portugal, vindo a adquirir um estatuto de símbolo semioficial do Ultramar Português.
No século XVII, o Estado do Brasil aparece ocasionalmente representado por um brasão ordenado como de prata, uma árvore de verde encimada por uma cruz. A árvore aparenta referir-se à árvore do pau-brasil e a cruz à Vera Cruz, que símbolos falantes do novo e do nome original do Brasil. Desconhece-se se trataria de simples armas imaginárias ou se as mesmas tiveram estatuto de armas oficiais, mas mesmo neste último caso teriam tido pouco uso efetivo. As primeiras armas que se conhecem ter sido efetivamente concedidas a um território ultramarino supramunicipal foram as do Brasil, mas precisamente quando o estatuto do mesmo foi alterado de "estado" ultramarino para o de "reino" constituinte do então estabelecido Reino Unido de Portugal, Brasil e Algarves. As armas concedidas em 1815 ao Reino do Brasil foram ordenadas como de azul, uma esfera armilar de ouro. A esfera armilar, frequentemente sobreposta à cruz de Cristo, era já intensamente usada como emblema do Brasil, desde o século XVII. A mesma continuou a ser o elemento fundamental das armas do Império do Brasil, quando o mesmo foi estabelecido em 1822. A esfera armilar está também na origem da esfera celeste que forma o emblema central da nova Bandeira Nacional Brasileira estabelecida quando da proclamação da república em 1889.
Depois da independência do Brasil em 1822, apareceu uma heráldica brasileira que continuou a seguir as tradições portuguesas na maioria dos seus aspetos. No que diz respeito à heráldica pessoal e de família, como a maioria das famílias nobres brasileiras descendiam de linhagens portuguesas, continuaram a usar as respetivas armas. A tradição portuguesa da heráldica cívica também foi parcialmente seguida no Brasil. Os padrões oficiais da heráldica autárquica portuguesa estabelecidos em 1930, seguiram de base ao modelo de armas municipais brasileiras durante o século XX. Apesar de nunca terem sido oficializados ou tornados obrigatórios no Brasil, muitos dos seus municípios adotaram novas armas ou reformaram as antigas com base nos padrões portugueses.
Nos restantes territórios do Ultramar, a Coroa iniciou uma política de concessão de armas municipais a partir do final do século XIX. Estas novas armas concedidas a algumas cidades notáveis juntaram-se às que já haviam sido assumidas no passado por outros municípios do Ultramar.
| Armas de regiões ultramarinas portuguesas (séculos XVII-XIX) | Armas de regiões ultramarinas portuguesas (séculos XVII-XIX) | Armas de regiões ultramarinas portuguesas (séculos XVII-XIX) | Armas de regiões ultramarinas portuguesas (séculos XVII-XIX) | Armas de regiões ultramarinas portuguesas (séculos XVII-XIX) | Armas de regiões ultramarinas portuguesas (séculos XVII-XIX) | Armas de regiões ultramarinas portuguesas (séculos XVII-XIX) | Armas de regiões ultramarinas portuguesas (séculos XVII-XIX) |
| ------------------------------------------------------------ | ------------------------------------------------------------ | ------------------------------------------------------------ | ------------------------------------------------------------ | ------------------------------------------------------------ | ------------------------------------------------------------ | ------------------------------------------------------------ | ------------------------------------------------------------ |
|                                                              |                                                              |                                                              |                                                              |                                                              |                                                              |                                                              |                                                              |
| Estado do Brasil (século XVII)                               | Goa (século XVII)                                            | Salsete (século XVII)                                        | Reino de Benguela (século XVII)                              | Reino do Brasil (1816-1822)                                  | Ilha de Santiago (século XIX)                                | Ilha de Moçambique (século XIX)                              | Macau (século XIX)                                           |

Em 1932, o Instituto Português de Heráldica (IPH) propôs um modelo de armas para as várias colónias portuguesas. Cada brasão de armas seria composto por um escudo cujo campo conteria o ordenamento particular da referida colónia e uma bordadura comum ordenada como de ouro, carregada com cinco quinas e quatro cruzes de Cristo dispostas de forma alternada. O escudo seria encimado por uma coroa mural de ouro de cinco torres aparentes, cada torre carregada com uma esfera armilar de vermelho e, entre cada torre, um escudete de prata com a cruz de Cristo. O IPH também propôs as ordenações particulares para as armas de cada colónia. Este modelo de armas nunca chegou a ser adotado oficialmente, mas teve um uso limitado em algumas colónias.
Finalmente, em 1935, o Ministério das Colónias concedeu armas oficiais a todas as colónias portuguesas. Todas estas armas seguiam também o mesmo modelo, sendo constituídas por um escudo terciado em pala, com o I de prata com cinco quinas (Portugal antigo), o II com o ordenamento particular de cada colónia e o III ondado de prata e verde. O escudo assentava sobre uma esfera armilar de ouro, encimada pela coroa mural do modelo proposto pelo IPH. Sob a esfera era colocado um listel com a designação da colónia segundo a forma "Colónia Portuguesa d...", exceto nas armas do Estado da Índia em que a inscrição continha "Estado Português da Índia". A maioria dos ordenamentos particulares de cada colónia eram idênticos aos do campo das armas provisórias estabelecidas em 1932. As armas foram frequentemente representadas numa forma resumida, limitando-se ao escudo encimado pela coroa mural ou mesmo apenas ao escudo. Com a alteração do estatuto dos territórios ultramarinos que deixaram de ser colónias e voltaram a ser províncias ultramarinas em 1951, o listel das diversas armas passou a conter a inscrição na forma de "Província Portuguesa d...", não havendo contudo alteração no listel das armas da Índia.
| Armas dos territórios ultramarinos portugueses (século XX) | Armas dos territórios ultramarinos portugueses (século XX) | Armas dos territórios ultramarinos portugueses (século XX) | Armas dos territórios ultramarinos portugueses (século XX) | Armas dos territórios ultramarinos portugueses (século XX) | Armas dos territórios ultramarinos portugueses (século XX) | Armas dos territórios ultramarinos portugueses (século XX) | Armas dos territórios ultramarinos portugueses (século XX) | Armas dos territórios ultramarinos portugueses (século XX) |
| ---------------------------------------------------------- | ---------------------------------------------------------- | ---------------------------------------------------------- | ---------------------------------------------------------- | ---------------------------------------------------------- | ---------------------------------------------------------- | ---------------------------------------------------------- | ---------------------------------------------------------- | ---------------------------------------------------------- |
|                                                            | Angola                                                     | Cabo Verde                                                 | Guiné                                                      | Índia                                                      | Macau                                                      | Moçambique                                                 | São Tomé e Príncipe                                        | Timor                                                      |
| Armas provisórias (1932-1935)                              |                                                            |                                                            |                                                            |                                                            |                                                            |                                                            |                                                            |                                                            |
| Escudo (Depois de 1935)                                    |                                                            |                                                            |                                                            |                                                            |                                                            |                                                            |                                                            |                                                            |
| Armas completas (Depois de 1935)                           |                                                            |                                                            |                                                            |                                                            |                                                            |                                                            |                                                            |                                                            |

Na segunda metade do século XIX e em linha com o que vinha acontecendo na Metrópole Portuguesa, a administração central começou a interferir na heráldica de municípios do Ultramar, então livremente assumida pelos mesmos. Começaram então a ser concedidas armas pela Coroa a alguns municípios ultramarinos.

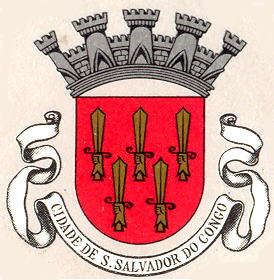
Armas concedidas em 1962 à cidade de São Salvador do Congo, Angola.

A circular emitida em 1930 pela Direção-Geral de Administração Política e Civil do Ministério do Interior que veio regular a heráldica das autarquias locais não vinculava a heráldica dos municípios ultramarinos, uma vez que estes estavam sob tutela do Ministério do Ultramar. Este ministério contudo, iniciou uma política de concessão generalizada de armas aos municípios e outras povoações do Ultramar a partir da década de 1950. Estas armas seguiam em geral os padrões definidos pela circular de 1930 para as autarquias da Metrópole, mas alguns deles foram ignorados. Assim, não foi seguida a restrição da existência de partições no escudo e foram frequentemente colocados motes nos listeis em vez da designação da povoação titular. Não existia também a restrição legal em vigor na Metrópole de só os municípios poderem ter armas, sendo por isso também concedidas a algumas povoações do Ultramar que não eram municípios. A coroa mural de cinco torres aparentes de ouro, na Metrópole reservada a Lisboa, foi atribuída a todas as cidades capitais das províncias ultramarinas. Para o ordenamento das armas municipais, o Ministério do Ultramar preferiu recorrer ao Gabinete de Heráldica Corporativa chefiado pelo heraldista F. P. Almeida Langhams e não à Secção de Heráldica da Associação dos Arqueólogos Portugueses (AAP) encarregue da heráldica dos municípios metropolitanos. Almeida Langhams imprimiu o seu próprio estilo no ordenamento das armas locais ultramarinas, distinto do estilo privilegiado pela Secção de Heráldica da AAP. Assim, em geral, as armas ultramarinas foram ordenadas com um menor número de figuras, apresentando-se mais simples e visualmente mais impactantes que generalidade das armas municipais metropolitanas. Aparecem representadas figuras raras ou ausentes da heráldica autárquica metropolitana, incluindo espécies animais e vegetais locais. Por outro lado a simbologia das armas locais ultramarina é sobretudo de teor histórico e erudito, em detrimento da simbologia relacionada com as atividades agrícolas e marcos geográficos locais predominante nas armas dos municípios da Metrópole. 

## Autoridades e registos heráldicos

### Oficiais de armas
Durante o período da Monarquia (até 1910), Portugal tinha como autoridades heráldicas centrais o Cartório da Nobreza e os oficiais de armas. 

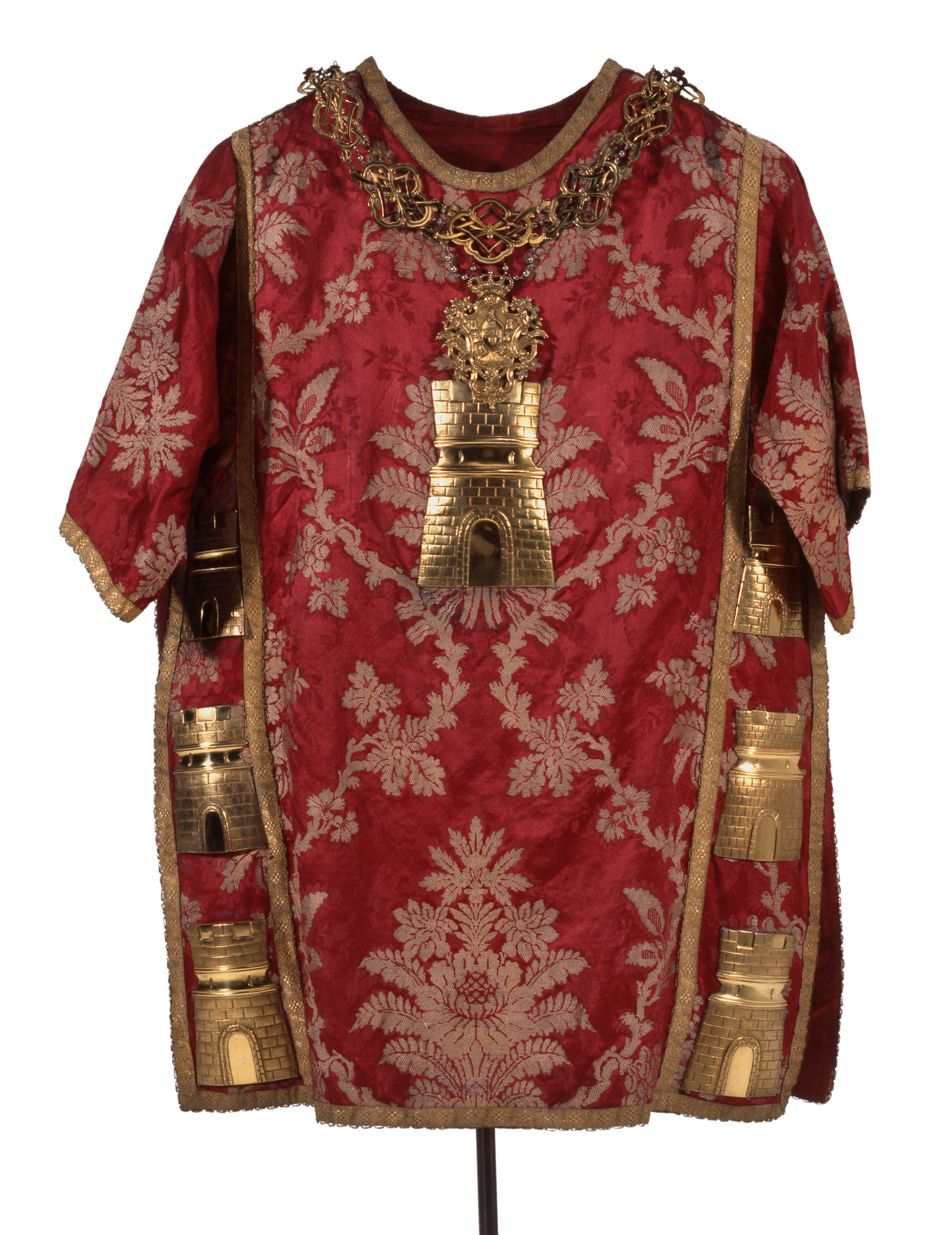
Tabardo e colar cerimonial de um rei de armas português no século XVIII.

Os monarcas portugueses tiveram oficiais de armas ao seu serviço, pelo menos desde o século XIV. O primeiro conhecido foi Arrieta (provável aportuguesamento de "Harriet") um súbdito inglês que teria vindo para Portugal na comitiva de D. Filipa de Lencastre e que foi feito rei de armas Portugal pelo rei D. João I. É por esta altura que a heráldica portuguesa começa a ser regulada, ao mesmo tempo sofrendo uma forte influência inglesa.
Na época, a concessão de armas não estava ainda reservada ao Monarca. Para além de assumirem as próprias armas, muitos membros da alta nobreza concediam também armas aos seus vassalos. Assim, alguns deles dispunham dos seus próprios oficiais de armas privativos ao seu serviço. Isto acabou contudo no reinado de D. Afonso V, o qual estabeleceu - pela Carta Régia de 21 de maio de 1466 - que a concessão de armas passaria a estar reservada à Coroa, tendo que passar sempre pelo rei de armas Portugal.
O Regimento de Nobreza dos Reis de Armas - estabelecido por D. Manuel I em 1512 - veio regular especificamente a organização da corporação dos oficiais de armas da Coroa. A referida corporação seria dirigida por um rei de armas principal - que seria o já existente rei de armas Portugal - e incluiria, para além deste, outros reis de armas, arautos e passavantes. Os reis de armas seriam batizados com os nomes dos estados constituintes da Coroa Portuguesa, os arautos com os nomes das respetivas cidades capitais e os passavantes com os nomes de vilas notáveis de cada estado.
Os oficiais de armas acabariam por ser nove, que eram o rei de armas Portugal, o rei de armas Algarve, o rei de armas Índia, o arauto Lisboa, o arauto Silves, o arauto Goa, o passavante Santarém, o passavante Lagos e o passavante Cochim. Mais tarde, quando a capital do Algarve foi mudada para Tavira, o arauto Silves foi rebatizado "Tavira". Em 1808, quando a transferência da corte portuguesa para o Brasil, o rei de armas Índia foi rebatizado "América, África e Ásia", mas voltou ao título original em 1825.
Para além dos oficiais de armas propriamente ditos, também faziam parte da autoridade heráldica da Coroa o armeiro-mor e o escrivão da nobreza. O armeiro-mor, apesar de ter como responsabilidade principal a guarda e a conservação das armaduras e armas pessoais do Monarca, tinha também a responsabilidade heráldica de manter consigo um armorial para consulta imediata daquele. O escrivão da nobreza era responsável por dirigir o Cartório da Nobreza e por manter os registos de todos os brasões de armas do Reino. 
A partir do final século XVIII, que marca o período de início da decadência heráldica em Portugal, os oficiais de armas assumem gradualmente uma função meramente cerimonial. Como tal, começam inclusivamente a ser nomeados oficiais de armas com poucos ou nenhuns conhecimentos heráldicos, que contrastam com os altamente cultos oficiais de armas do passado. A partir de então, a função de autoridade heráldica recai quase inteiramente  no escrivão da nobreza e no respetivo Cartório da Nobreza.
A implantação do regime republicano a 5 de outubro de 1910, levou à extinção da corporação de oficiais de armas e do Cartório da Nobreza, uma vez que o novo regime não via como bons olhos a heráldica, por a associar à Monarquia.

### Autoridades heráldicas modernas
Depois da extinção do Cartório da Nobreza em 1910, nunca mais voltou a existir uma autoridade central heráldica em Portugal. O reavivar da heráldica durante o século XX e a sua dissociação da Monarquia levou contudo à necessidade de estabelecer autoridades setoriais para vários dos ramos da heráldica.
A primeira terá sido talvez a Secção de Heráldica (atual Comissão de Heráldica) da Associação dos Arqueólogos Portugueses (AAP) que, em 1930, foi nomeada pelo Ministério do Interior como a autoridade para a heráldica municipal. A lei da heráldica autárquica de 1991 previa o estabelecimento de um Gabinete de Heráldica Autárquica estatal que se deveria tornar a autoridade nessa matéria. Como o mesmo nunca foi criado, a Comissão de Heráldica da APP continua a exercer essa função. A Comissão de Heráldica da AAP também  serve de assessoria heráldica para outras entidades que não as autarquias locais, mas neste caso sem qualquer autoridade formal.
O Instituto Português de Heráldica - associação de estudiosos da heráldica fundada em 1929 - nunca teve formalmente atribuições de autoridade heráldica, mas tem sido uma das principais instituições em Portugal nesta matéria, tendo um papel determinante no desenvolvimento de vários ramos da heráldica portuguesa durante o século XX.
A criação de um sistema de heráldica das corporações do trabalho - como parte da política de desenvolvimento e fortalecimento do corporativismo em Portugal - levou à criação de uma autoridade heráldica para este setor. Na década de 1940, foi então estabelecido o Gabinete de Heráldica Corporativa no seio da Fundação Nacional para a Alegria no Trabalho (FNAT), dirigido pelo heraldista F. P. Almeida Langhans. O Gabinete de Heráldica Corporativa exercia autoridade sobre a heráldica dos vários organismos corporativos, incluindo a dos sindicatos, grémios, ordens profissionais, casas do povo e casas dos pescadores, bem com dos agrupamentos daqueles (uniões, federações e corporações). Na década de 1950, o Ministério do Ultramar preferiu recorrer ao Gabinete de Heráldica Corporativa para o ordenamento dos símbolos heráldicos dos municípios do Ultramar, o que fez dele também a autoridade oficiosa da heráldica municipal ultramarina. O Gabinete de Heráldica Corporativa foi extinto após a revolução de 25 de abril de 1974 e o fim do regime corporativista.
O desenvolvimento da heráldica militar levou também à criação de autoridades heráldicas no seio das Forças Armadas. A primeira foi o Centro de Estudos de Heráldica do Exército, criado em 1958. Passou depois a Secção de Heráldica em 1960 e a Gabinete de Heráldica  do Exército a partir de 1965. Depende hoje da Direção de História e Cultura Militar. Para além de autoridade heráldica no seio do Exército, o Gabinete de Heráldica do Exército tem vindo a assessorar nesta matéria outros organismos públicos e privados. Teve nomeadamente um papel preponderante no desenvolvimento da heráldica dos outros ramos das Forças Armadas, da GNR, da PSP e das regiões autónomas. A Marinha tem a sua própria autoridade heráldica que é o Gabinete de Heráldica Naval, criado em 1972.
O Instituto da Nobreza Portuguesa (INP) - criado em 2004 e sucessor do antigo Conselho da Nobreza - serve de autoridade oficiosa para as armas pessoais e familiares da antiga nobreza portuguesa, em nome de D. Duarte de Bragança, pretendente à Coroa de Portugal. Sendo uma associação privada e sem poderes formais concedidos pelo Estado, o INP não tem poderes oficiais de autoridade heráldica. Contudo, os seus pareceres e decisões têm vindo a ser aceites pelos tribunais e outras autoridades oficiais portuguesas.

### Armoriais e outros documentos heráldicos
A concessão de armas por parte da Coroa era oficializada pela emissão de uma "carta de brasão de armas (CBA)". As CBA eram documentos elaborados pelos oficiais de armas e continham, entre outros, o ordenamento dos símbolos heráldicos do titular e usualmente também as ilustrações dos mesmos.

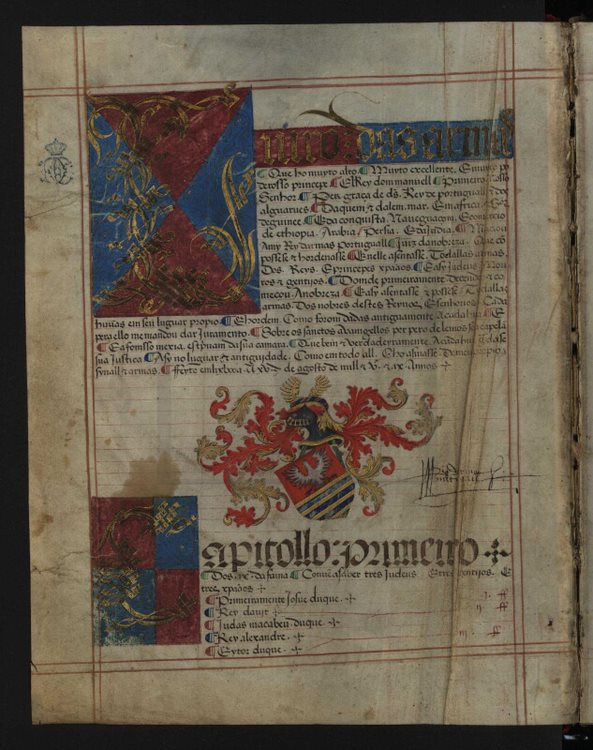
Folha de abertura do Livro do Armeiro-Mor, assinada pelo rei de armas Portugal ao lado do respetivo brasão de armas.

Os oficiais de armas e o Cartório da Nobreza tinham também que manter armoriais oficiais, com o registo das armas concedidas. No período do auge da heráldica, estes armoriais tomaram frequentemente a forma de iluminuras ricamente decoradas que se tornaram belas obras de arte. Infelizmente, vários deles desapareceram em vários sinistros ao longo dos séculos, incluindo o Terramoto de 1755 que destruiu o Cartório da Nobreza. Alguns contudo sobreviveram e ainda hoje existem.
Dos antigos armoriais portugueses sobreviventes, os mais notáveis são:
- Livro do Armeiro-Mor - datado de 1509 e elaborado por João do Cró, rei de armas Portugal. Inclui as armas reais ou imaginárias dos Nove da Fama, de estados da Europa, África e Ásia, dos príncipes eleitores do Imperador Romano-Germânico, dos pares de França, dos membros da Família Real Portuguesa e das restantes famílias nobres de Portugal. O seu nome deriva do mesmo ser supostamente o armorial que deveria ser mantido pelo armeiro-mor junto do Monarca para consulta deste;
- Livro da Nobreza e Perfeiçam das Armas - datado de entre 1521 e 1541 e elaborado por António Godinho, escrivão da câmara do Rei D. João III. Constitui uma atualização do Livro do Armeiro-Mor, seguindo em geral o modelo deste, mas omitindo os capítulos referentes às armas dos Nove da Fama, dos eleitores do Imperador e dos pares de França.
- Thesouro de Nobreza - datado de 1675 e elaborado por Francisco Coelho, rei de armas Índia. Inclui as armas reais e imaginárias das 12 tribos de Israel, dos Nove da Fama, dos Romanos, dos pares de França, dos eleitores do Imperador, das ordens militares e regulares de Portugal, de algumas cidades e domínios ultramarinos de Portugal, das principais cidades e vilas do Reino, dos Reis, consortes, príncipes e infantes de Portugal, dos titulares e das famílias nobres de Portugal.[1]